# Поезд

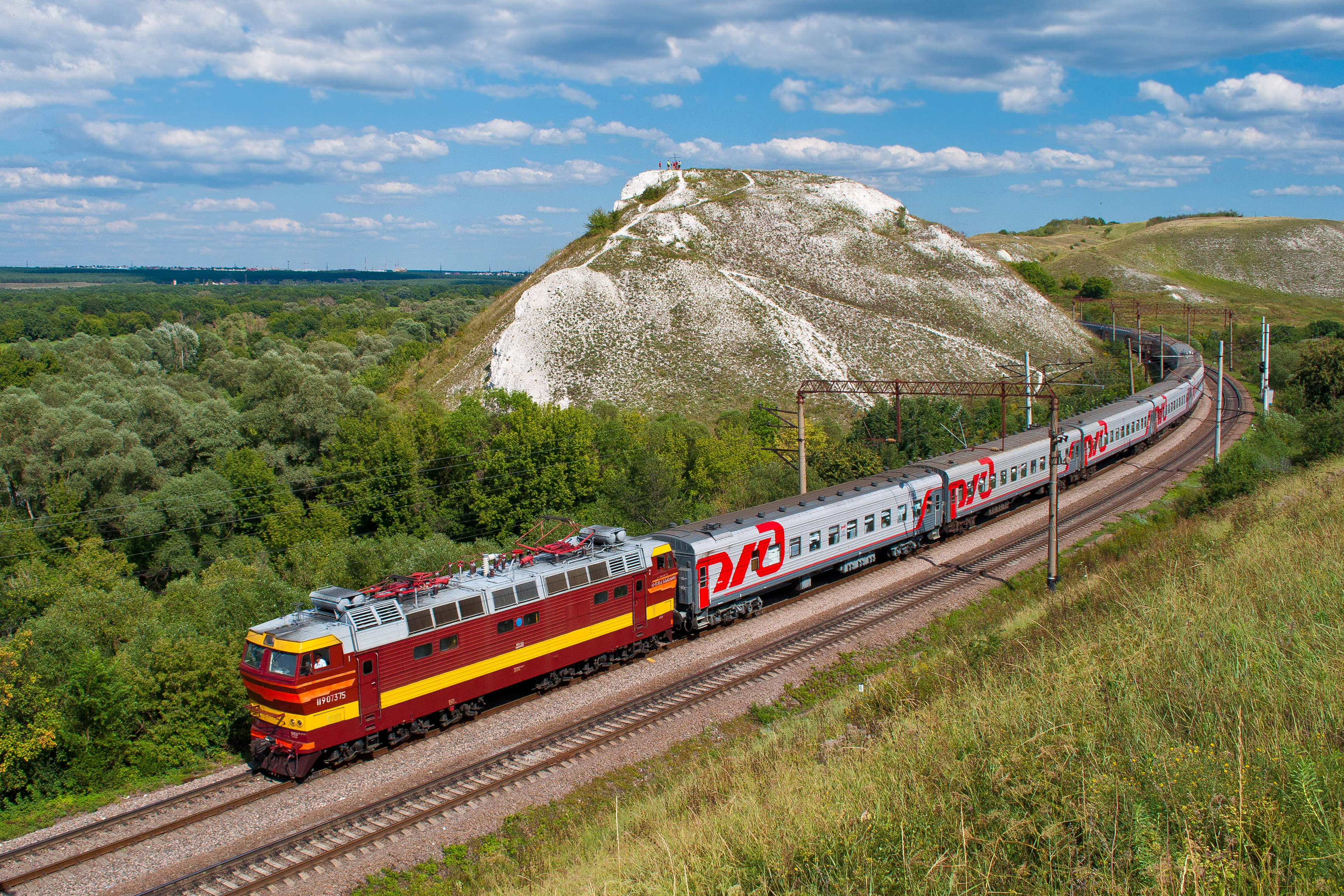
Пассажирский поезд, ведомый электровозом ЧС4^{т}, на фоне горы Шатрище (Воронежская область)

По́езд в современном понятии — сформированный и сцепленный состав, состоящий из группы вагонов, с одним или несколькими действующими локомотивами или моторными вагонами, приводящими его в движение, и имеющий установленные сигналы (звуковые и видимые), которые обозначают его голову и хвост. Помимо этого, на многих (в том числе и российских) железных дорогах каждый поезд получает определённый номер, позволяющий отличать его от остальных поездов. К поездам также относят локомотивы без вагонов, моторные вагоны и специальный самоходный подвижной состав (например, автомотрисы и дрезины несъёмного типа), отправляемые на перегон и имеющие установленные сигналы. Дисциплина, которая изучает поезда и вопросы, связанные с их движением, называется «Тяга поездов».

## Определение понятия

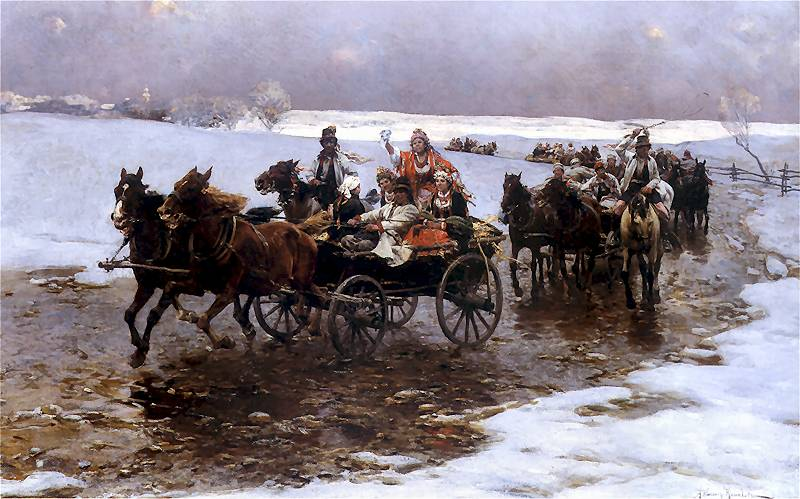
«Поезд — несколько совместных повозок, едущих по одному пути»

Хотя традиционно слово «поезд» и связывают с железнодорожным транспортом, появилось оно значительно раньше первых паровозов (1804 год). Так, согласно словарю Даля, слово «поезд» происходит от слова «поездка» и изначально обозначало ряд повозок, следующих друг за другом — в этом значении слово сохранилось, в частности, в словосочетании «свадебный поезд».
В дальнейшем с развитием железнодорожного транспорта слово «поезд» стало применяться и к нему. В том же словаре Даля можно встретить и такое определение: «Поезд железной дороги — сколько везет паровоз, или что сцеплено вместе, в одно целое.» Под это определение попадает и группа сцепленных между собой вагонов — железнодорожный состав.
Определение, данное в словаре Брокгауза и Ефрона, уже оговаривает наличие в составе тяговых единиц:

Поезд — сцепленные вместе экипажи для следования по железной дороге. Обыкновенно П. составляется из ряда вагонов, ведомых помещённым в голове локомотивом.

По мере сокращения использования гужевого транспорта слово «поезд» постепенно утратило своё первоначальное значение («ряд повозок») и стало ассоциироваться исключительно с железной дорогой.

Поезд железнодорожный, сформированный и сцепленный состав из вагонов с одним или несколькими действующими локомотивами или моторными вагонами, имеющий световые и др. опознавательные сигналы

Наконец, Правила технической эксплуатации железных дорог дают аналогичное официальное определение слова «поезд», но со следующей оговоркой:

Локомотивы без вагонов, моторные вагоны, автомотрисы и дрезины несъёмного типа, отправляемые на перегон, рассматриваются как поезд.

Таким образом, в официальном понятии не каждый состав может называться поездом; в свою очередь, наличие вагонов не является обязательным условием для поезда.

### Схожие термины

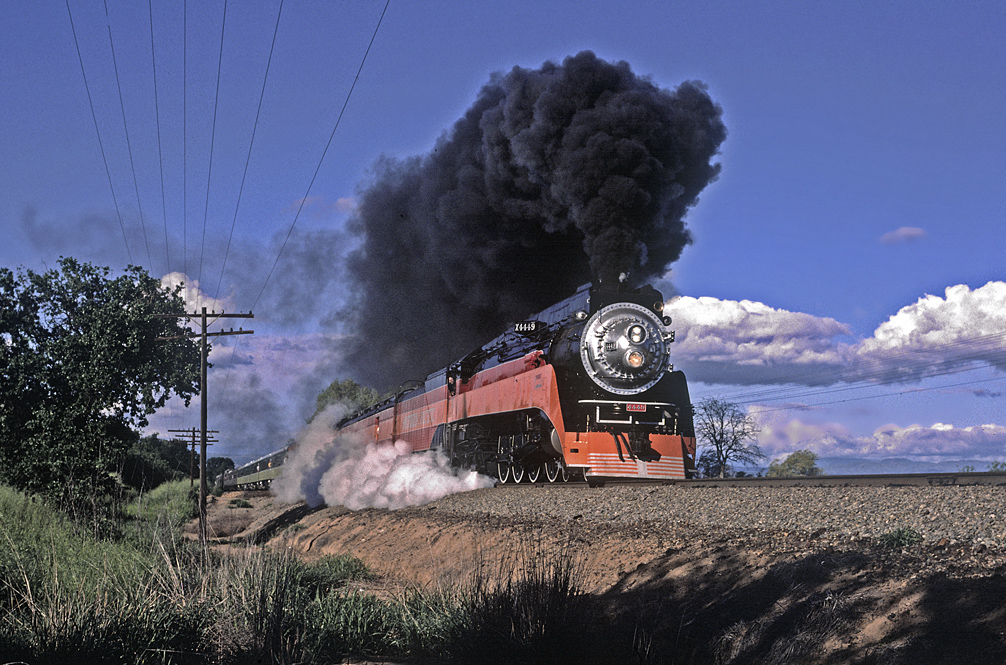
Пассажирский поезд на паровой тяге

Термины, которые имеют в названии слово или корень «Поезд», но не попадающие под современное определение поезда:
- Автопоезд (Автомобильный поезд);
- Агитпоезд — подвижной состав, предназначенный для агитационной, пропагандистской и просветительской работы[4];
- Аэропоезд — многовагонный состав, использующий при движении аэродинамические силы, создающих экранный эффект[5];
- Бронепоезд — бронированный подвижной состав для ведения боевых действий[6];
- Восстановительный поезд
- Дизель-поезд — моторвагонный подвижной состав, у которого первичным двигателем является дизель[7];
- Пожарный поезд
- Санный поезд — сцепленная вереница саней для транспорта товаров зимой;
- Рельсосварочный поезд и Рельсошлифовальный поезд — мобильные или стационарные предприятия связанные с прокладкой и ремонтом верхнего строения пути;
- Турбопоезд — моторвагонный подвижной состав, у которого первичным двигателем является газовая турбина[8];
- Электромонтажный поезд — подразделение, предназначенное для электромонтажных работ при электрификации железных дорог[9];
- Электропоезд — моторвагонный подвижной состав, получающий энергию от внешней электрической сети (контактная сеть, контактный рельс) либо от аккумуляторных батарей;
- Энергомонтажный поезд — производственное предприятие, осуществляющее строительство линий электропередачи на железнодорожном транспорте[10].

## История

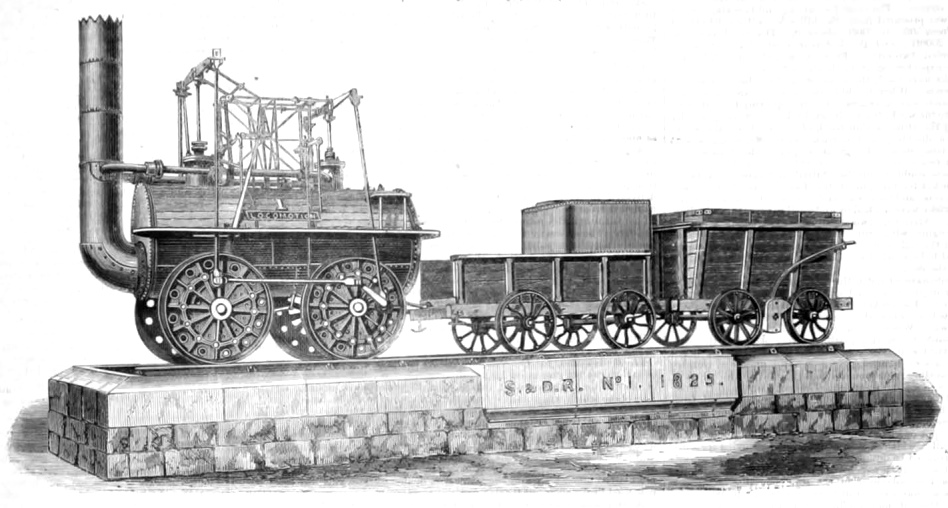
Первый поезд. В голове — паровоз «Locomotion»

27 сентября 1825 года была открыта первая общественная железная дорога Стоктон — Дарлингтон. Первый поезд на ней провёл паровоз «Locomotion», чьё имя впоследствии стало нарицательным и впоследствии не только паровозы, но и другие самоходные рельсовые повозки стали называть локомотивами. 15 сентября 1830 года была открыта первая железнодорожная магистраль Ливерпуль — Манчестер, на которой движение поездов осуществлялось только локомотивной тягой, а также впервые само движение поездов было упорядочено внедрением графика движения. 30 октября (11 ноября) 1837 года была открыта Царскосельская железная дорога, ставшая первой общественной железной дорогой в Российской империи.

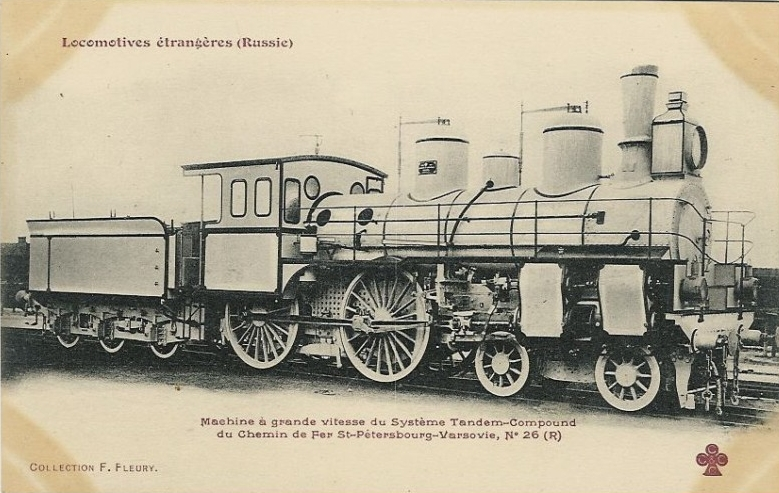
Паровоз типа 2-2-0 «Американец» — основной пассажирский локомотив на рубеже XIX—XX веков (на фото — русский П)

Начинает формироваться организация движения поездов, в том числе помимо графика движения вводится и сигнализация, когда поезда начинают разграничивать в пространстве, а сами локомотивы оборудуются сигналами для предупреждения о приближении. Во второй половине столетия начинается улучшение уже самого подвижного состава, в том числе паровозы становятся сильнее, что позволяет повышать вес и скорость поездов, а у вагонов начинают применяться металлические рамы, вместо деревянных. Помимо этого, создаются и начинают внедряться пневматические тормоза, что дополнительно повышает безопасность движения, а также появляются первые локомотивные скоростемеры, имеющие возможность регистрировать параметры движения. В США и России строятся крупнейшие железнодорожные магистрали в мире — соответственно, Американская трансконтинентальная и Транссибирская железные дороги. К концу столетия в США началось внедрение автосцепки, допускающей более высокие тяговые усилия, а потому не ограничивающей дальнейший рост веса поездов. На российских железных дорогах автосцепку стали массово применять с 1930-х годов.

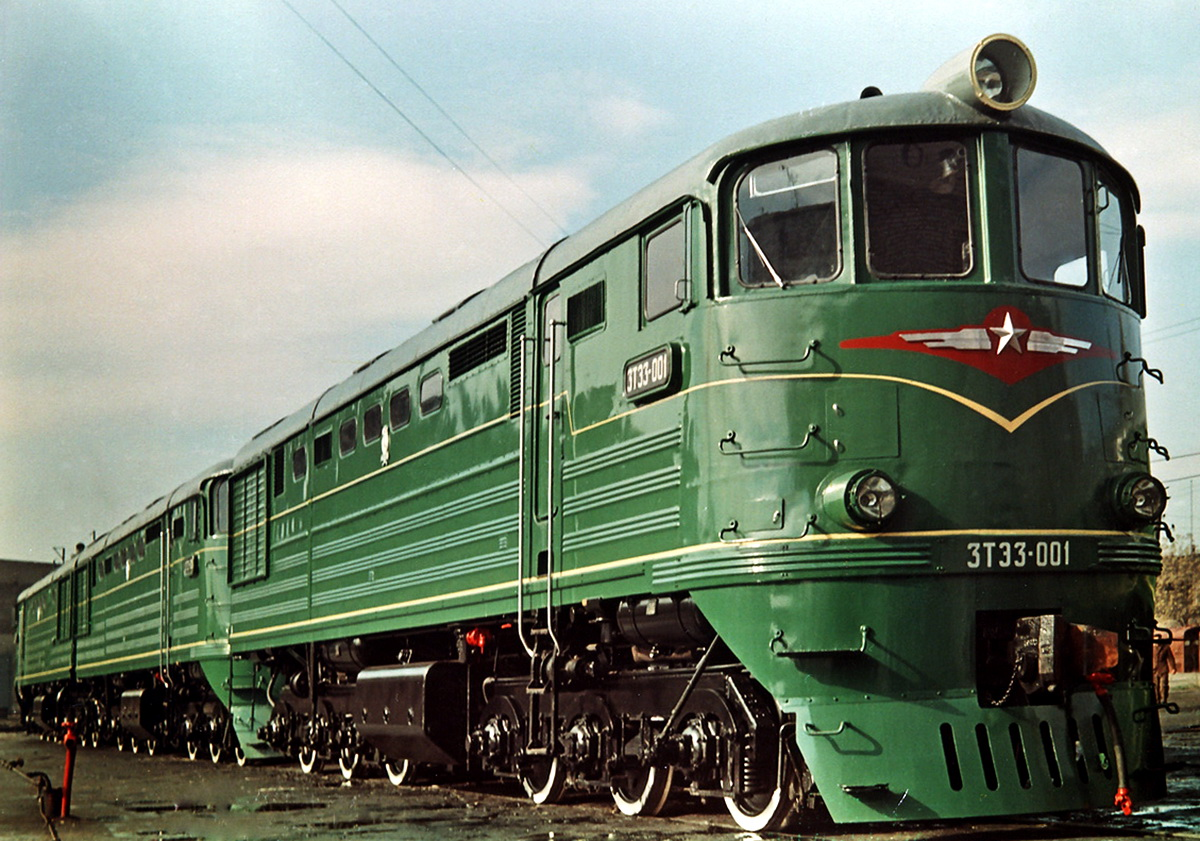
К началу 1960-х годов паровозы были вытеснены другими локомотивами (на фото — тепловоз 3ТЭ3

В первой четверти XX века конструкция подвижного состава продолжает улучшаться, в том числе на грузонапряжённых направлениях начинают работать локомотивы с пятью и большим число движущих осей, а в 1920-х годах промышленность осваивает выпуск четырёхосных вагонов, имеющих более высокую грузоподъёмность. Тем не менее на железных дорогах, помимо паровой тяги, начинает постепенно набирать популярность и электрическая, особенно в городском транспорте, а в 1924 году русские инженеры проводят испытания первых в мире магистральных тепловозов. К середине XX века конструкция новых локомотивов продолжала развиваться, тогда как конструкция паровозов достигла своей кульминации в виде выпущенных в начале 1940-х годов настоящих гигантов — Union Pacific Big Boy, весом более пяти сотен тонн. К тому времени, однако, уже было очевидно, что конструкция паровозов устарела, поэтому с 1950-х годов в ряде стран их выпуск прекращают, начав таким образом массовый переход на тепловозную и электровозную тягу, что даёт значительный рост к весу и скоростям поездов.

## Подвижной состав
В классическом понимании поезд представляет собой движущуюся по пути цепь из соединённых между собой «повозок» — единиц подвижного состава. Различают несамоходный подвижной состав — вагоны, служащие для перевозки грузов и пассажиров, и самоходный — локомотивы и моторные вагоны, которые приводят поезд в движение.

### Несамоходный подвижной состав
Вагон является основным компонентом поезда, так как именно в нём перевозятся грузы и пассажиры. История железнодорожного вагона сравнима с историей всего железнодорожного транспорта и идёт ещё с XVIII века, начиная с шахтных вагонеток. Как и вагонетки, собственно вагоны поначалу имели всего пару осей, но были относительно дешёвыми и простыми в производстве. Впоследствии на смену пришли четырёхосные вагоны, ходовая часть которых состоит из двух двухосных тележек, что позволило значительно уменьшить жёсткую колёсную базу и улучшить вписываемость вагонов в кривые пути. Кузова ранних вагонов строились из дерева; в настоящее время подавляющее большинство вагонов имеют цельнометаллические кузова, что повышает безопасность. По функциональному назначению различают пассажирские вагоны и грузовые.
Пассажирские вагоны между собой отличаются внутренней планировкой: открытые с сидячими или спальными местами (последние на постсоветском пространстве известны как плацкартные), купейные и спальные (повышенной комфортности). Также к пассажирскому вагонному парку относят багажные, почтовые и почтово-багажные вагоны, а также рестораны.
Грузовые вагоны делятся на универсальные, которые предназначены для перевозки грузов множества типов, и специализированные, которые предназначены для перевозки одного—двух типов грузов (например, молока). По типу кузова универсальные вагоны делятся на крытые, полувагоны, платформы и цистерны.
- Крытый вагон — имеет закрытый кузов и предназначен для перевозок грузов, которым необходима защита от атмосферных воздействий и механических повреждений (например, бумага или животные); к ним относился и широко распространённый на российских/советских железных дорогах в 1870-х — 1940-х годах нормальный товарный вагон (НТВ). Специализированными разновидностями крытого вагона являются крытый автовоз (имеет двухъярусный пол), вагон для перевозки апатитового концентрата (имеет поднимающийся кузов) и вагон для перевозки стали в рулонах (имеет усиленную раму)[20]. Ещё одной разновидностью крытого вагона является изотермический, имеющий усиленную изоляцию кузова и служащий для перевозок скоропортящихся грузов (например, фрукты и овощи), которым требуется определённый микроклимат, включая температуру и влажность[21].
- Полувагон — представляет собой вагон без крыши, что позволяет выполнять механизированную загрузку сразу в кузов; особенно это удобно в случае с сыпучими грузами. Предназначен для перевозки грузов, которые не боятся атмосферных осадков (например, уголь)[22]. Его специализированными разновидностями являются хоппер и думпкар. Первый имеет кузов в виде бункера (может быть как открытым, так и крытым), пол в нижней части которого выполнен в виде одной или нескольких воронок, позволяя производить разгрузку сыпучих грузов за счёт силы тяжести, что значительно ускоряет процесс[23]. Думпкар, он же вагон-самосвал, имеет опрокидывающийся кузов, который вращается в поперечном направлении. Получил широкое распространение в промышленном транспорте, в том числе в работе на карьерах[24].
- Платформа — как понятно из названия, представляет собой платформу, по периметру которой имеются небольшие откидные борта. Предназначен для перевозки штучных, длинномерных и сыпучих грузов, которые не боятся атмосферных воздействий (например, ISO-контейнеры, сваи, автомобили). Специализированными разновидностями платформы являются контейнеровоз (без бортов и пола, а рама оборудована специальными упорами), открытый автовоз (двухъярусный, а иногда и трёхъярусный пол), лесовоз (установлены торцевые стенки, а вместо боковых бортов — дополнительные стойки), а также транспортёр (многоосный вагон для перевозки сверхтяжёлых и/или крупногабаритных грузов)[25].
- Цистерна — имеет кузов в виде горизонтально расположенного цилиндра[* 1], закрытого по краям. Предназначен для перевозки жидких, газообразных, спекающихся и пылеообразных грузов; универсальные цистерны, как правило, предназначены для перевозки различных нефтепродуктов. Специализированные разновидности цистерн служат для перевозки определённых видов груза, как, например, битум или сжиженные газы[26]. Специализированной разновидностью цистерны является и резервуарный вагон, кузов которого состоит из нескольких вертикальных цилиндров, в нижней части заканчивающихся воронкой, а также оборудован устройствами пневморазгрузки[27].

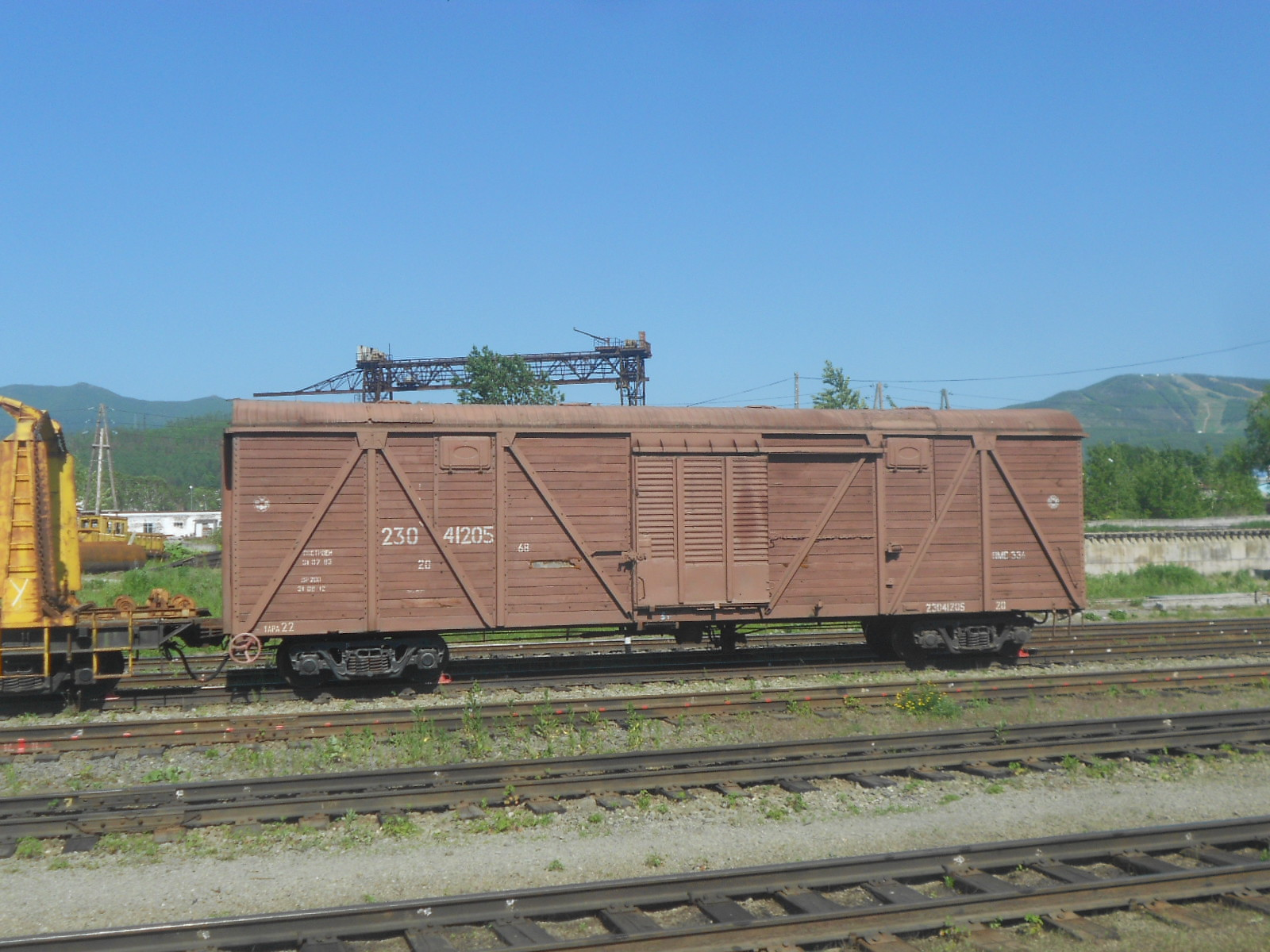
Крытый вагон Сахалинской железной дороги
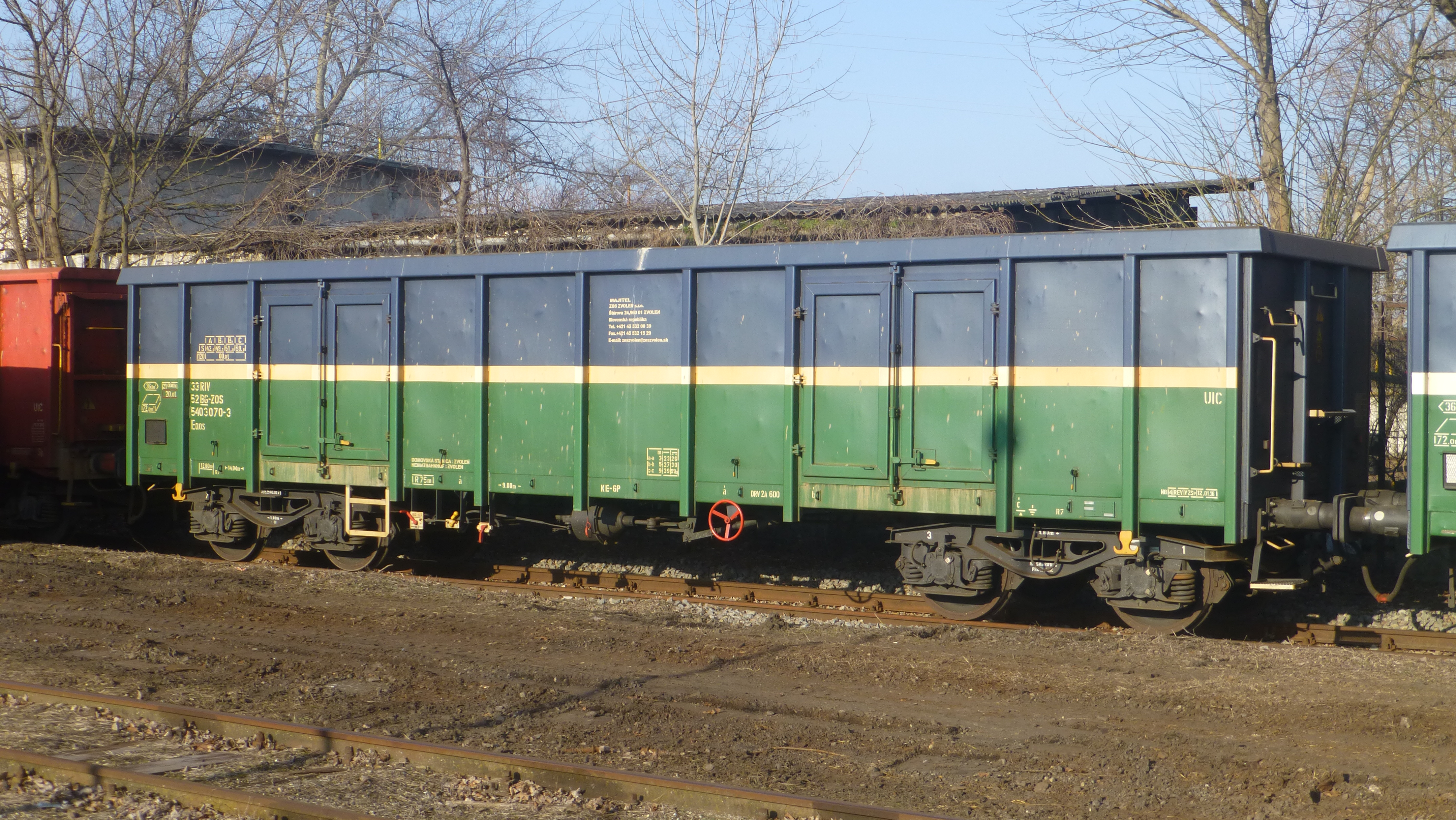
Полувагон дороги Deutsche Bahn
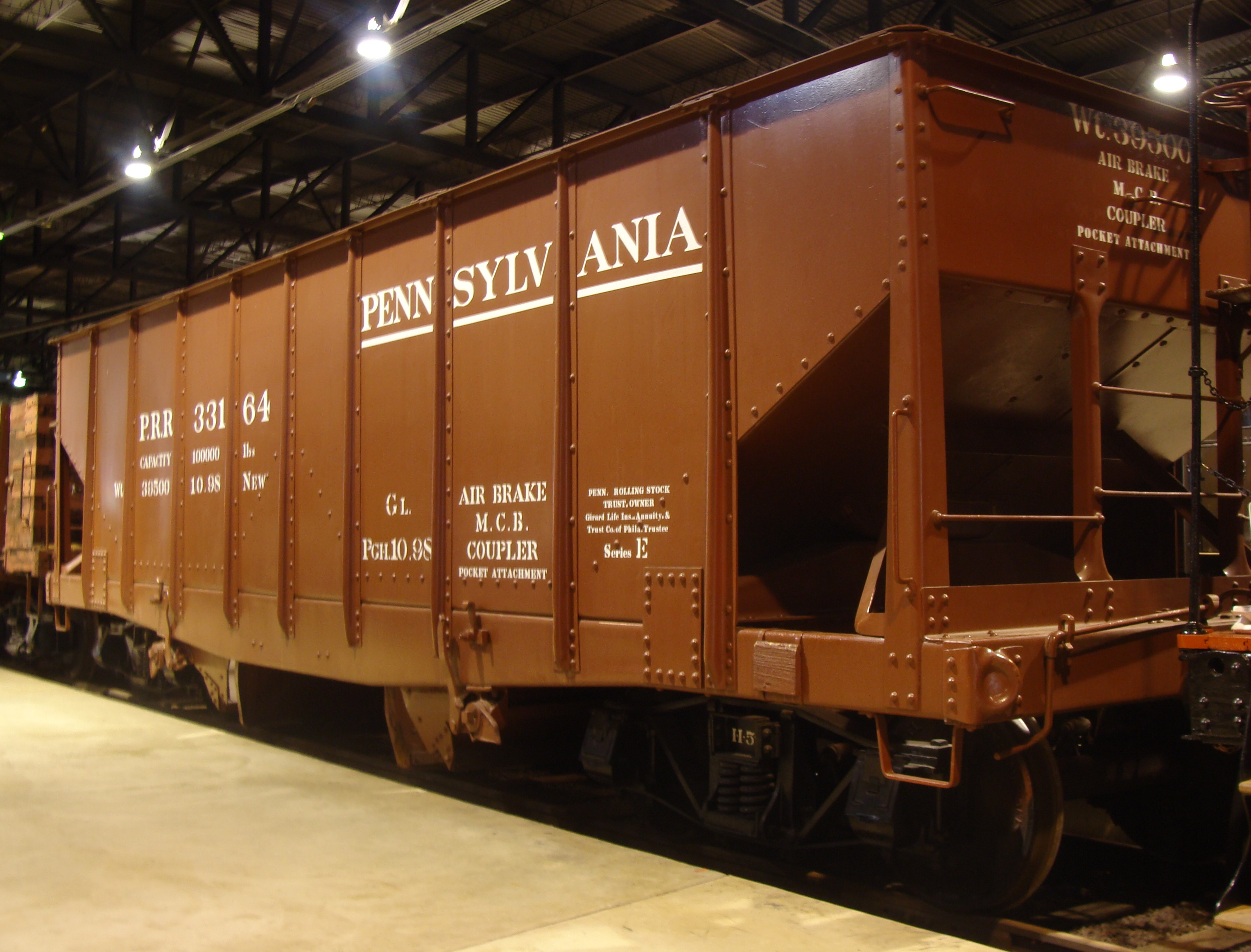
Хоппер-углевоз дороги Pennsylvania Railroad
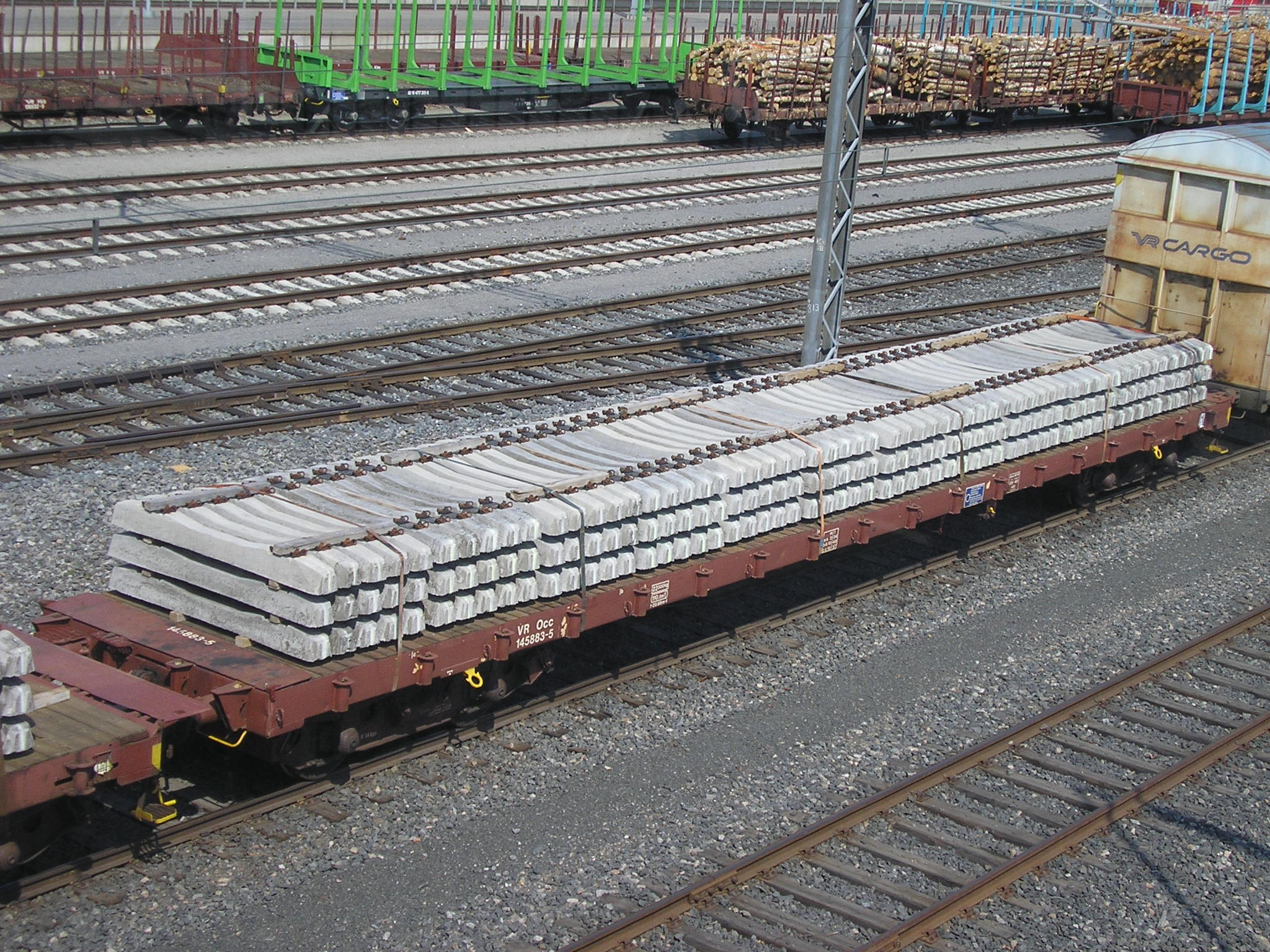
Платформа дороги VR, гружёная шпалами. Позади видны платформы-лесовозы
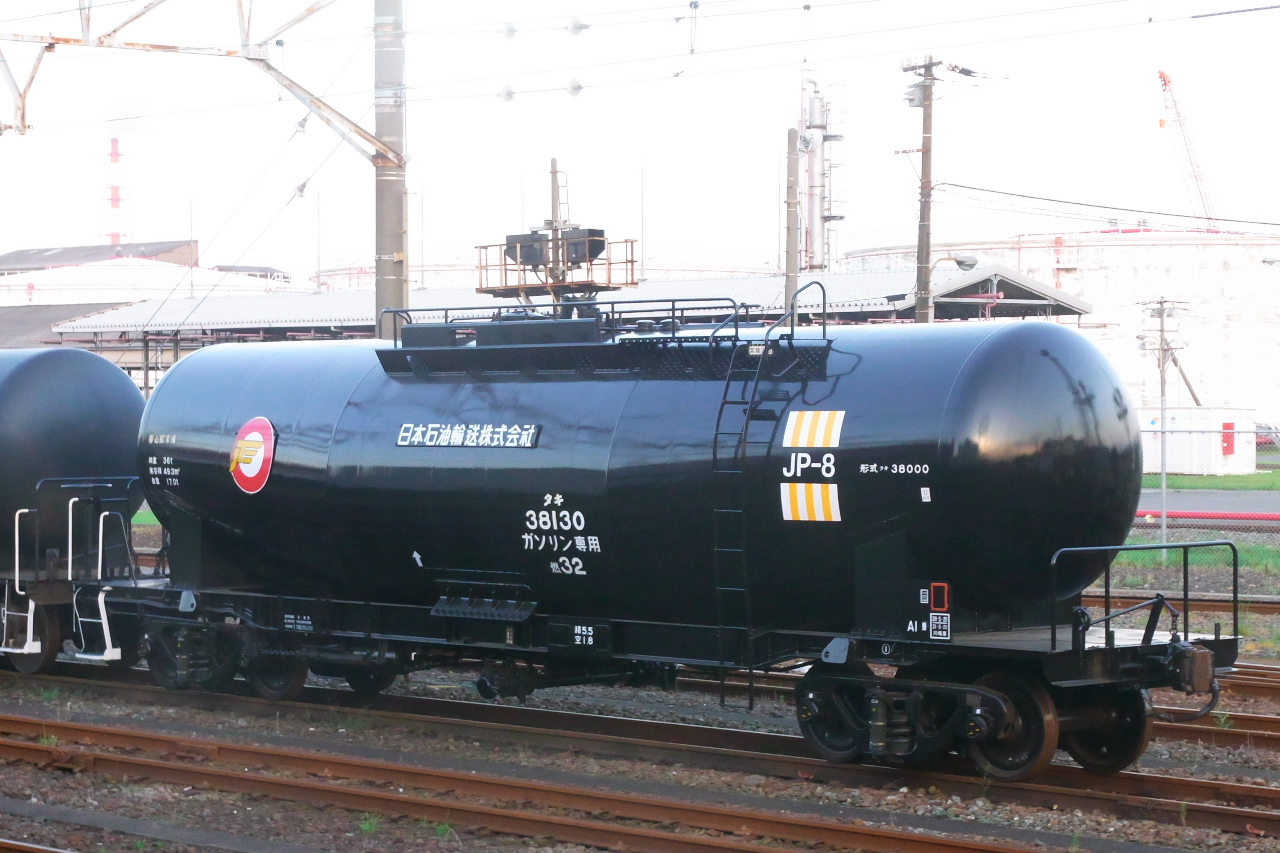
Цистерна дороги JNR
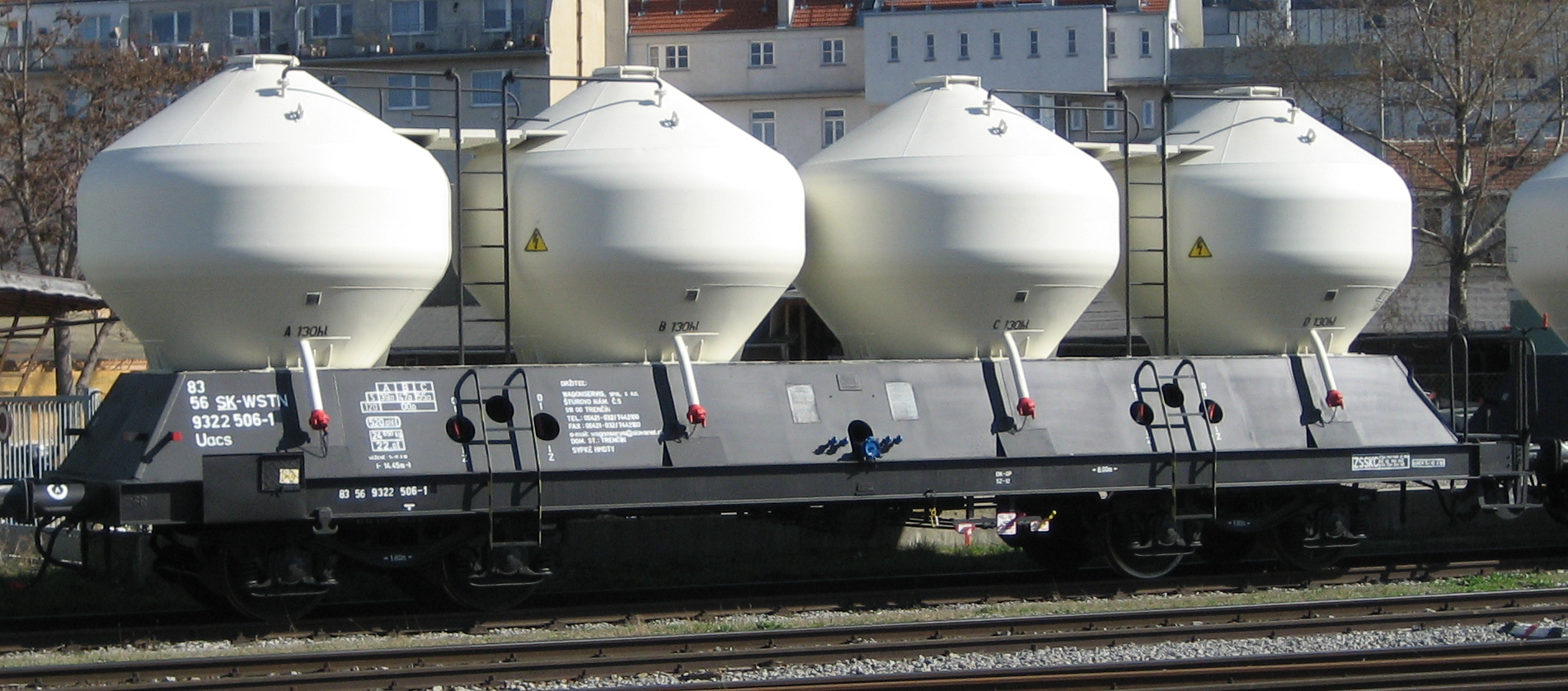
Резервуарный вагон дороги ČSD

### Самоходный подвижной состав

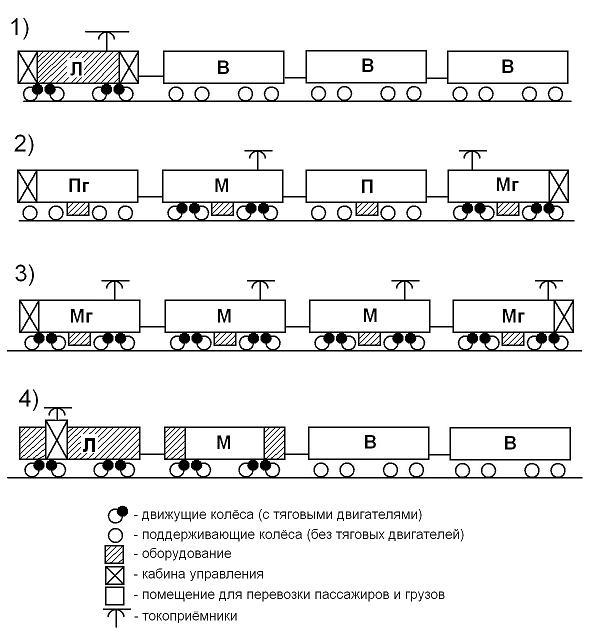
Варианты компоновки поездов:
1) Локомотив с группой вагонов
2) Моторвагонный состав из моторных и прицепных вагонов
3) Моторвагонный состав только из моторных вагонов
4) Тяговый агрегат

Самоходный подвижной состав необходим для приведения поезда в движение. Одним из его основных типов является локомотив, представляющий собой повозку с установленной на ней двигателем, которых может быть и несколько. Этот двигатель создаёт на колёсах крутящий момент, который, в свою очередь, в результате взаимодействия колёс с рельсами, преобразуется в тяговое усилие, посредством передачи которого через сцепные приборы находящийся в голове поезда локомотив приводит в движение уже весь состав (см. схему компоновки). Различают автономные локомотивы, которые оборудованы собственным источником энергии, и неавтономные, передача энергии на которые поступает извне — в виде электричества по проводам. Также локомотивы различают по роду службы: пассажирские, грузовые, грузопассажирские, маневровые и промышленные.
В XIX веке и первую половину XX века основным типом локомотива был паровоз, двигателем на котором являлась паровая машина, а источником энергии — паровой котёл. Будучи относительно простым по конструкции, паровоз мог выпускаться на ряде машиностроительных заводов, что способствовало широкому распространению железнодорожного транспорта. За двухвековую историю (отдельные паровозы продолжают эксплуатироваться в XXI веке) конструкция паровоза постоянно модернизировалась с целью повышения силы тяги, скорости и энергетической эффективности. Однако коэффициент полезного действия этого локомотива был относительно низким — менее 10 %, поэтому уже в середине 1950-х годов в ряде крупных стран (США, СССР, Великобритания) выпуск паровозов был прекращён.
Современные автономные локомотивы в качестве первичного двигателя используют двигатели внутреннего сгорания — дизель (тепловозы) либо газовая турбина (газотурбовозы). Так как такие двигатели могут работать в ограниченном диапазоне частот вращения, то для передачи вращения на движущие колёса требуется промежуточная передача — электрическая, либо гидравлическая. Электрическая передача состоит из генератора и электродвигателей, гидравлическая — из гидромуфт, гидротрансформаторов и гидронасосов. Гидравлическая передача легче и более дешёвая, но электрическая передача более надёжна и экономичней. На маломощных тепловозах иногда используется механическая передача. Наибольшее распространение получили тепловозы с электрической передачей.
Первичный двигатель можно и вовсе убрать с локомотива, а энергию на локомотив передавать извне — по контактной сети. Именно на таком принципе работает электровоз — неавтономный локомотив, приводимый в движение электродвигателями. Электровоз через токоприёмник получает из контактной сети электроэнергию, которая затем передаётся на тяговые электродвигатели, а те уже через зубчатую передачу приводят во вращение движущие оси. Основным преимущество электровоза, перед автономными локомотивами, заключается в практическом отсутствии вредных выбросов в атмосферу (если, конечно, не считать выбросов от электростанций), что позволило перевести на электрическую тягу весь городской рельсовый транспорт — трамвай и метрополитен, а также монорельсовые поезда. Помимо перечисленных типов локомотивов, встречаются и их сочетания: электротепловоз, электропаровоз, теплопаровоз и так далее.

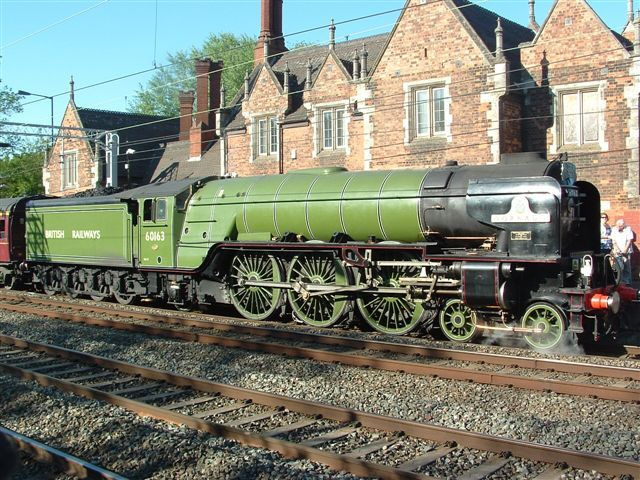
№ 60163 «Tornado» — паровоз XXI века
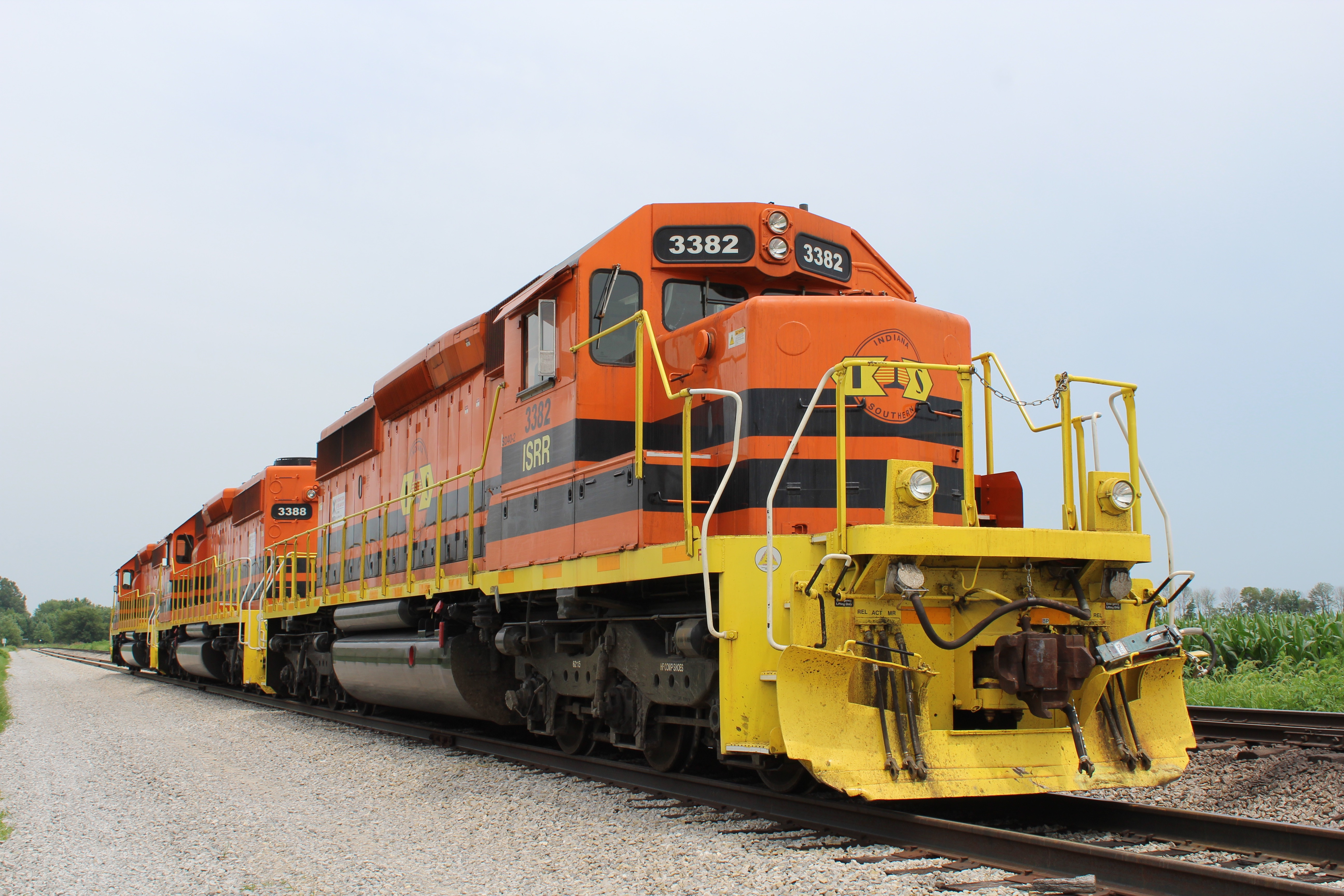
EMD SD40-2 — основной тепловоз североамериканских дорог
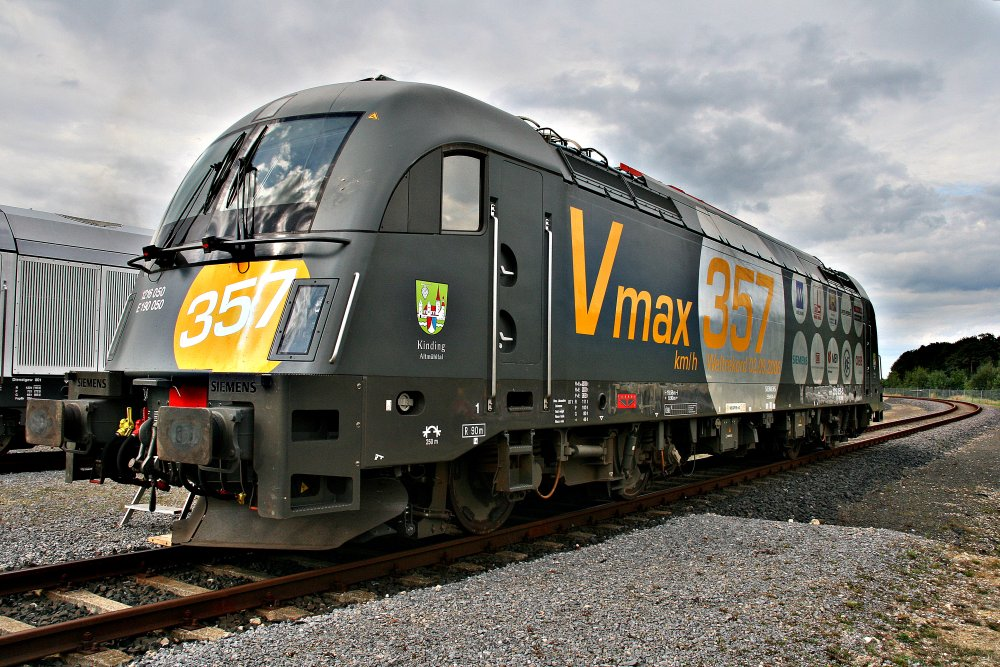
Siemens EuroSprinter ES64U4 — быстрейший электровоз в мире (357 км/ч)
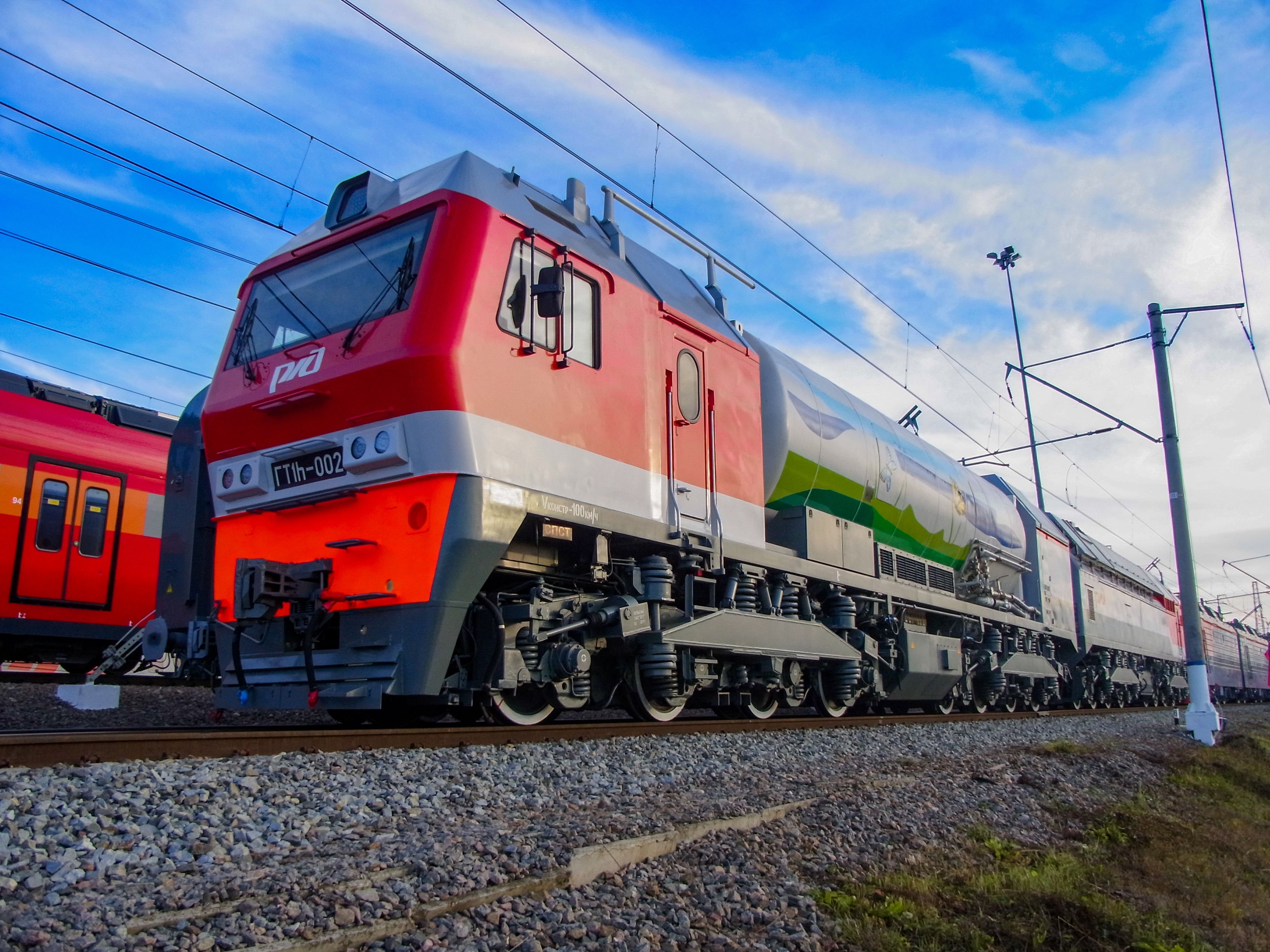
ГТ1 — российский опытный газотурбовоз

Ещё одним типом самоходного подвижного состава является моторный вагон, который, как понятно из названия, представляет собой вагон, но оборудованный двигателем. Моторный вагон, как и локомотив, приводит поезд в движение, но его пространство внутри кузова можно использовать для перевозки полезной нагрузки. Имея относительно небольшую мощность, моторные вагоны получили распространение на перевозках небольших объёмов грузов или числа пассажиров, когда можно ограничиться всего несколькими вагонами, а использовать локомотив в качестве тяги экономически нерационально, как, например, в пригородных и внутригородских перевозках. При этом возможно формирование небольших постоянных сцепов, состоящих из моторных вагонов и обычных; последние при этом называются прицепными вагонами. Такой подвижной состав называется моторвагонным и в некоторых справочниках его даже относят к ещё одной разновидности, так как он занимает промежуточное положение между самоходным и несамоходным подвижным составом. Как и в случае с локомотивами, ранние моторные вагоны использовали паросиловую установку (паровозо-вагоны), которую в XX веке сменили двигатель внутреннего сгорания (дизель-поезда) и электроэнергия (электропоезда). За некоторым исключением, моторные вагоны используются для пассажирских перевозок, хотя существуют французские почтовые электропоезда TGV La Poste и британские грузовые дизель-поезда MPV.
Некоторые вагоны моторвагонных составов оборудуются кабинами управления; они называются головными, потому что могут ставиться впереди. Но так как кабина отнимает полезное пространство внутри кузова, то на промежуточных вагонах её часто не ставят, хотя эти вагоны в результате не могут работать отдельно. Схема компоновки прицепных и моторных вагонов в моторвагонном составе различна, а головными вагонами могут быть как прицепные, так и моторные. Прицепные вагоны дешевле моторных, но зато увеличение их числа по отношении к моторным снижает ускорение при пуске, что особенно актуально для таких видов транспорта, как метрополитен, с его большим числом остановок. В этих случаях состав состоит только из моторных вагонов.
Стоит отдельно упомянуть и о грузовых моторных вагонах, которые получили распространение в промышленном транспорте, особенно в карьерных разработках. Железнодорожные пути в карьерах часто имеют крутые уклоны и в этом случае необходима достаточно большая сила тяги, чтобы вывезти состав из нескольких десятков загруженных вагонов. В этом случае оборудование нескольких из этих вагонов двигателями, энергия на которые поступает с локомотива, позволяет увеличить общую силу тяги. Такой вид транспорта называется тяговым агрегатом.

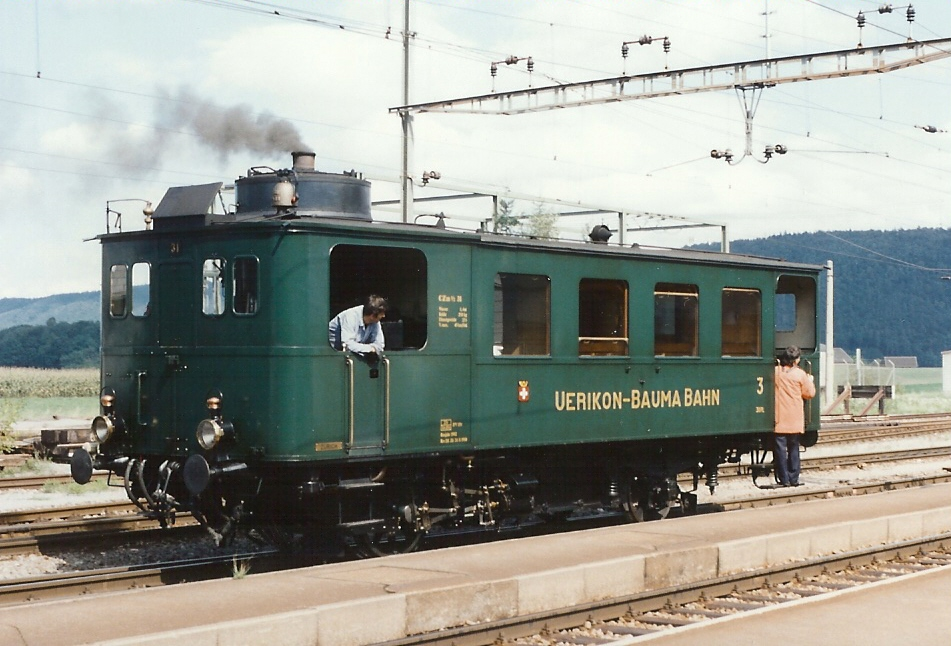
Швейцарский пригородный паровозо-вагон
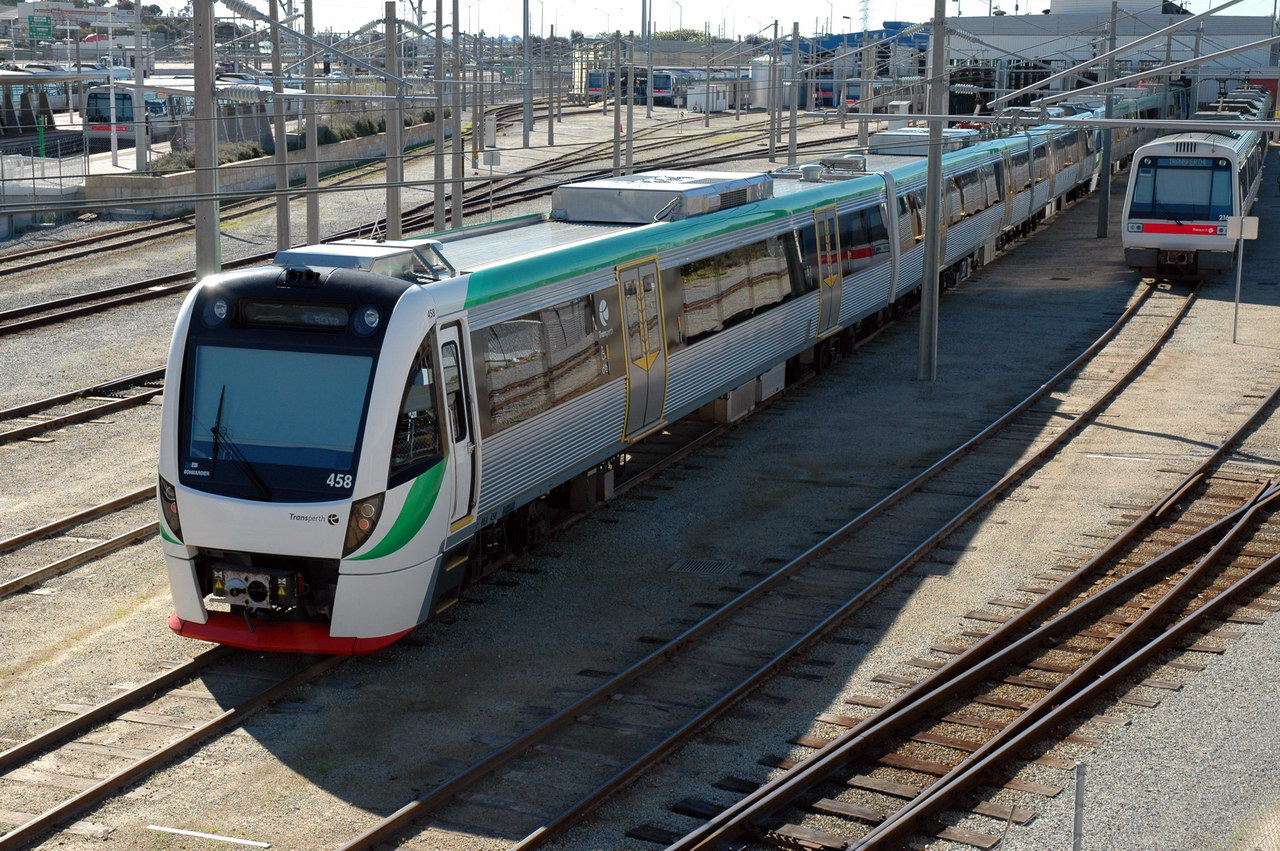
Австралийский пригородный электропоезд
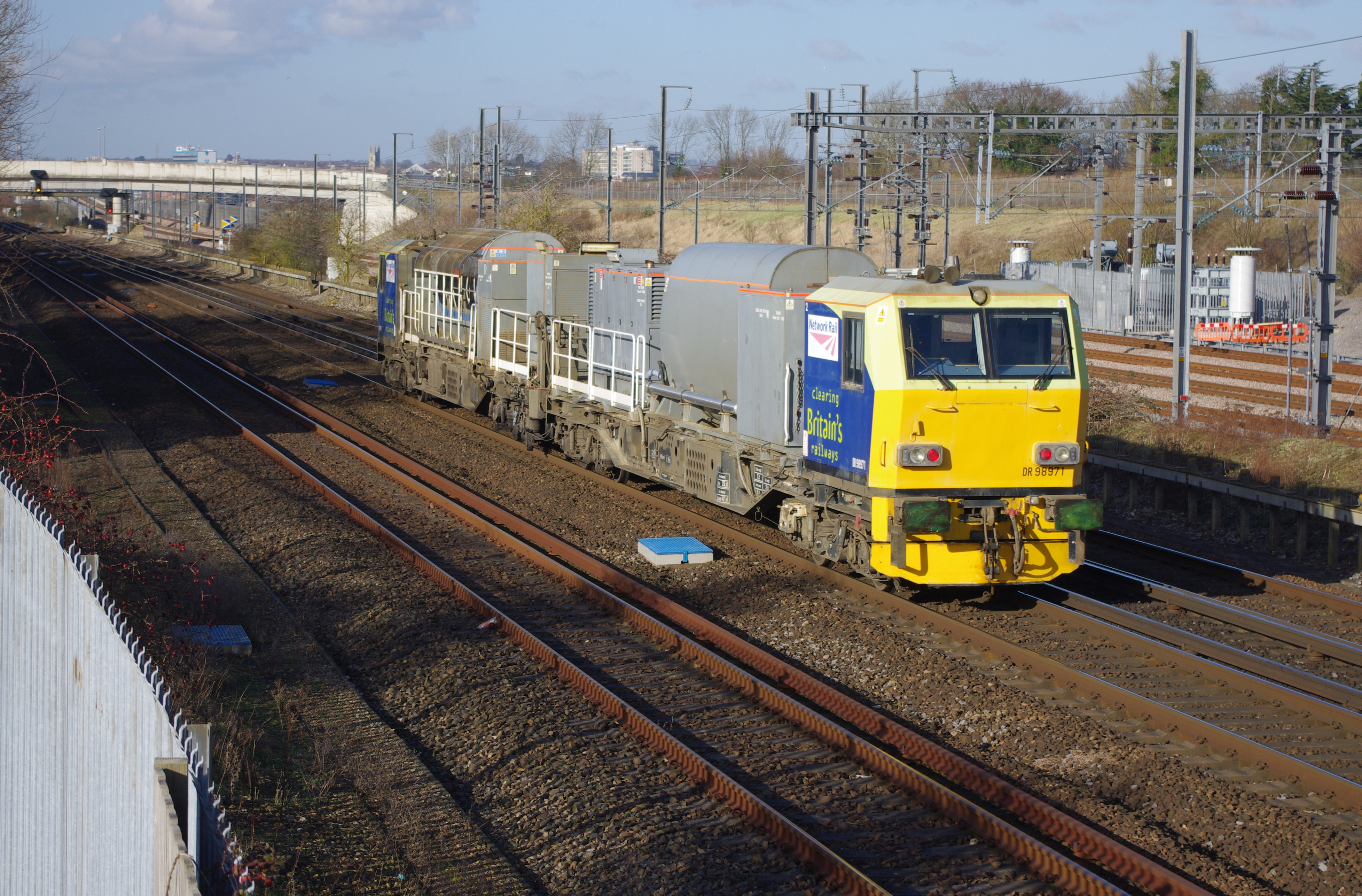
Британский грузовой дизель-поезд
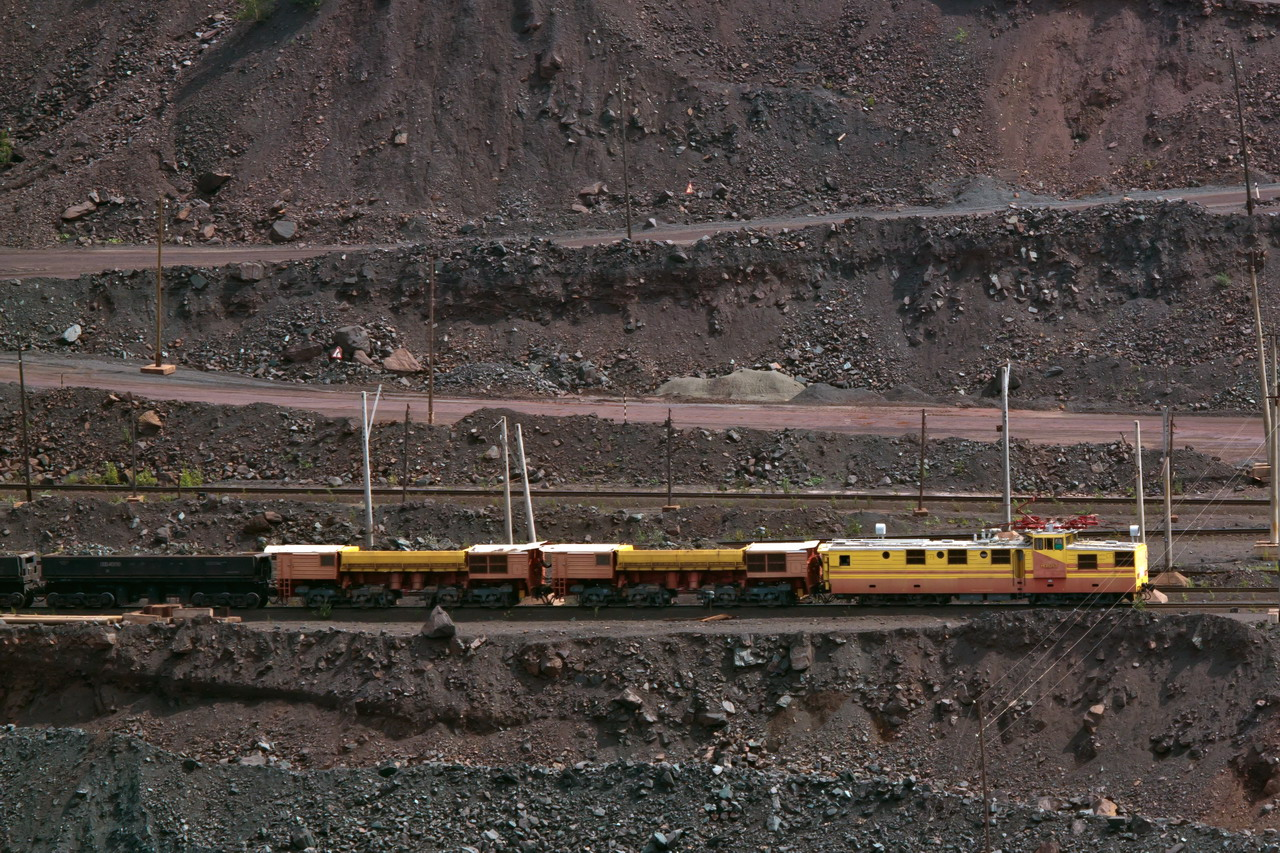
Тяговый агрегат в карьере Михайловского ГОК

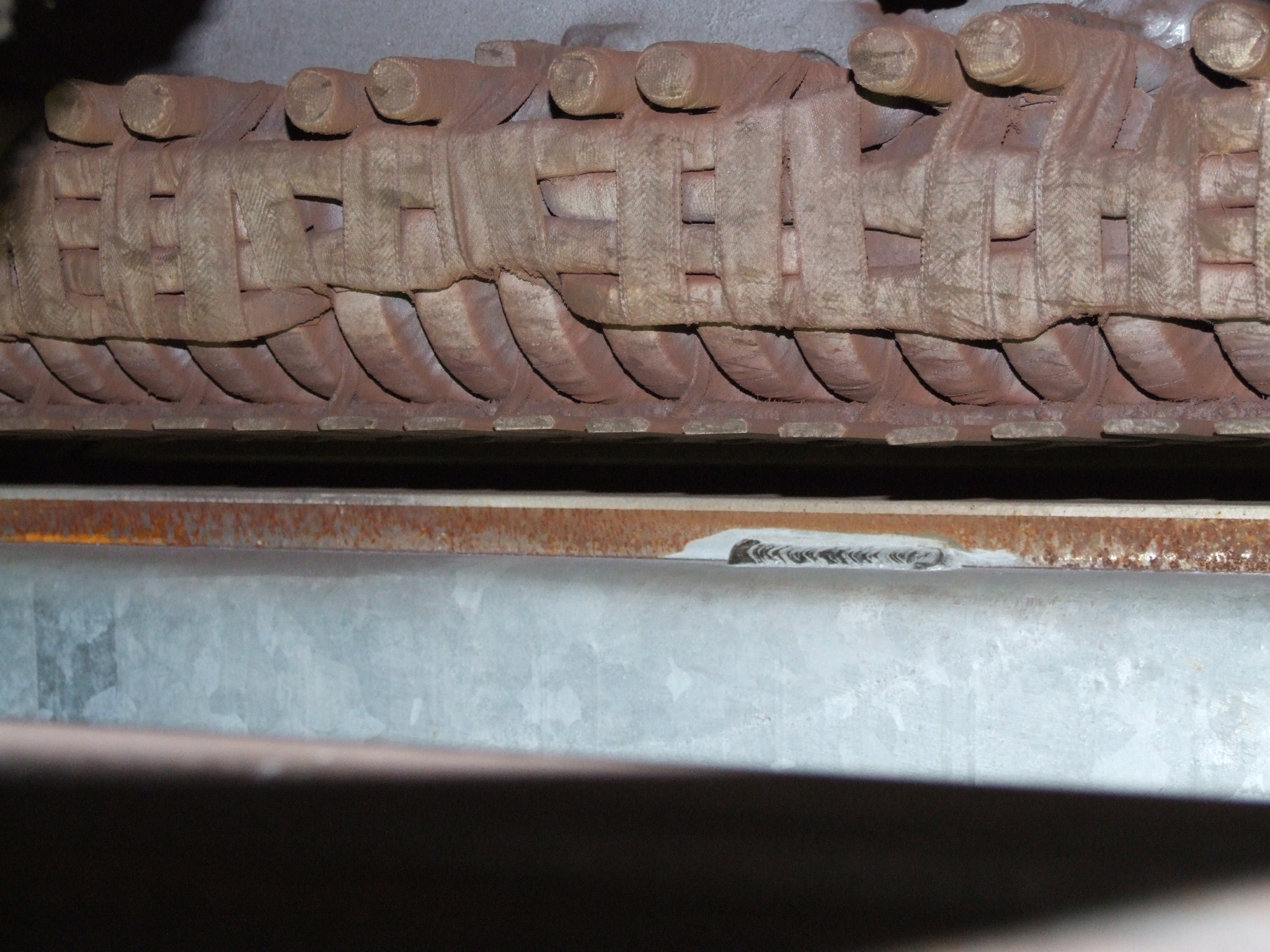
Линейный двигатель (индуктор сверху)

Поезд может приводиться в движение и без передачи тяги от двигателя на колесо и далее на рельс. Так в линейном двигателе электроэнергия напрямую преобразуется в энергию поступательного движения — поезд движется за счёт взаимодействия магнитных полей индуктора и металлической полосы. Индуктор может располагаться, как в путепроводе, так и на подвижном составе. Такой двигатель применяется на поездах на магнитном подвешивании (маглев), а также в монорельсовом транспорте. Помимо этого, в двадцатом веке проводились опыты с применением для тяги поездов авиационных двигателей (воздушный винт, реактивный двигатель), но они, в основном, предназначались для исследования взаимодействия подвижного состава и рельсов при высоких скоростях.

## Создание поездов

### Проектирование и расчёт
В настоящее время, когда вес (масса) поездов исчисляется тысячами, а то и десятками тысяч тонн, можно уже заранее определить параметры поезда, в том числе для заданного локомотива подобрать оптимальный вес состава либо наоборот, для состава заданного веса подобрать необходимые локомотивы. Уже на стадии проектирования можно определить длину поезда, число вагонов и локомотивов в нём и их распределение по составу, а также режимы ведения поезда по различным участкам пути. Вес поезда является одним из важнейших параметров, так как определяет провозную способность участков, то есть какое количество пассажиров или грузов будет перевезено между станциями за определённое время (чаще всего — 1 сутки). Увеличение массы поезда позволяет не только поднять этот параметр, но и снизить себестоимость перевозок. В то же время излишнее увеличение веса поезда приводит к перегрузке локомотивов и к преждевременному выходу их оборудования из строя.
Определение веса поезда требует достаточно большого количества данных, особенно уклоны пути и параметры локомотивов. К примеру, расчётная масса поезда для восьмиосного электровоза ВЛ80 на подъёме в 5 ‰ (0,5 %) составляет около 8000 т, а на подъёме в 10 ‰ (1 %) — 4100 т. При необходимости вес поезда увеличивают за счёт смягчения профиля пути или увеличения числа локомотивов. Но если самые крутые подъёмы пути имеют небольшую длину, то для их прохождения можно использовать кинетическую энергию поезда, что также позволяет повысить вес, хотя при этом расчёты усложняются. Далее вес поезда проверяют по таким условиям, как прочность сцепных устройств (на дорогах СНГ им является автосцепка СА-3) и на возможность трогания поезда с места. После этого, зная примерную долю каждого типа вагонов в составе, определяют число вагонов в поезде. Зная длины вагонов и локомотивов, определяется длина всего поезда, которая уже проверяется на допускаемую по условиям размещения на приёмных путях станции, так как в случае превышения этого показателя поезд попросту частично окажется на другом пути (достаточно вспомнить фильм «Магистраль», где приёмка поезда повышенной длины на более короткий путь привела к трагедии). От большого числа параметров зависит и выбор локомотива для ведения поезда.

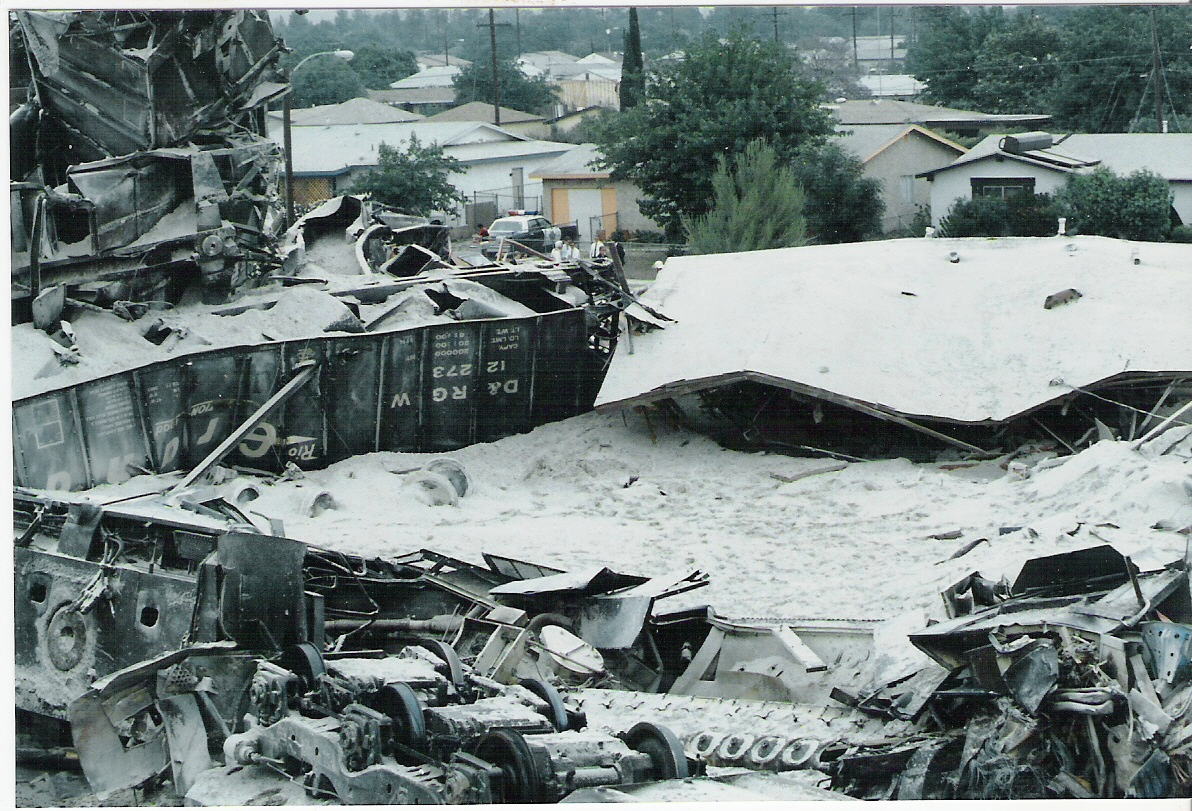
Крушение в Сан-Бернардино, ставшее результатом ошибки при расчёте поезда

На самом деле, расчёты поездов играют достаточно большое значение, ведь созданные уже на стадии проектирования ошибки потом на практике могут оказаться незамеченными. Примером может послужить железнодорожная катастрофа, произошедшая 12 мая 1989 года в городе Сан-Бернардино (штат Калифорния, США), когда ещё при определении веса поезда работник, который выполнял расчёты, определил загрузку вагонов практически «на глаз». Эти расчёты не перепроверялись, а общий вес поезда был определён как 6151 тонна, тогда как на самом деле он составлял 8965 тонн, то есть в полтора раза больше. Далее, через хребет Сан-Габриель этот состав повели шесть тепловозов, один из которых при этом был отключён. Подъём был преодолён успешно, а затем на спуске машинист задействовал реостатное торможение на локомотивах. Но электрические тормоза работали лишь на трёх локомотивах, тогда как для фактического веса требовались все шесть. В результате скорость вскоре превысила 30 миль/ч (50 км/ч), поэтому были задействованы пневматические тормоза. Однако, не зная фактического веса поезда, машинист усиливал тормозное нажатие постепенно, из-за чего тормоза быстро перегрелись и вышли из строя. Неуправляемый поезд разогнался до скорости свыше 100 миль/ч (160 км/ч), после чего у Сан-Бернардино сошёл с рельсов и врезался в жилые дома.

### Формирование
Основу классического поезда составляет железнодорожный состав — группа сцепленных между собой вагонов. Формирование состава производится на станциях, преимущественно сортировочных, при этом часто расформировывают другие составы. Вагоны можно переставлять из состава в состав с помощью небольших локомотивов, но для большого числа составов это требует значительного времени. Поэтому распространение получил более высокопроизводительный способ — использование сортировочной горки, которая, как понятно из названия, представляет собой горку, на которую надвигают расформируемый состав, после чего предварительно расцепленные вагоны (отцепы) сами скатываются под уклон, при этом дежурный лишь своевременно переводит их на нужный путь, а также с помощью установленных на уклоне специальных замедлителей снижает скорость отцепов до приемлемой. Современные сортировочные горки могут быть автоматизированы, когда процессом распределения вагонов по путям, а также их замедлением до необходимой скорости управляет компьютер. Благодаря этому в час может перерабатываться примерно 7 поездов, то есть на расформировывание одного состава в среднем уходит менее 9 минут.
Стоит учесть, что недостаточно просто собрать группу вагонов и сцепить их вместе. Если впереди поезда будут порожние вагоны, а в хвосте — гружёные, то при торможении из-за неравномерности срабатывания тормозов есть вероятность, что более тяжёлая задняя часть состава налетит на более лёгкую переднюю, в результате чего лёгкие вагоны могут быть выдавлены и, сойдя с рельсов, упадут с пути. Также по вопросам безопасности нельзя ставить в пассажирские поезда грузовые вагоны с опасными грузами, а вагоны со взрывчатыми грузами - ставить после вагонов с легковоспламеняющимися грузами. Взрывоопасные вагоны наиболее безопасно размещать в хвосте и отделять от остального состава несколькими вагонами прикрытия (например, порожние грузовые вагоны). В то же время при формировании составов учитывают, что их после будут расформировывать. Поэтому если вагоны направляются до разных станций, то стараются их объединить в группы, чтобы вагоны, направляющиеся на одну станцию, были сцеплены вместе.
Подвижной состав осматривается специальными работниками (осмотрщики) с целью выявления неисправностей конструкции вагонов или нарушений при перевозке грузов, так как это может угрожать движению и даже привести к крушению. После того, как локомотив прицепляется к вагонам, производится проверка работы тормозов на всём поезде, так как, если часть тормозов будет неисправна или отключена, то в процессе следования поезд на спуске может выйти из-под контроля. При отсутствии замечаний выдаются документы на поезд и даётся разрешение на следование. Также в процессе следования дополнительно проводится проверка работы тормозов на эффективность, в ходе которой осуществляется подтормаживание поезда для снижения скорости на определённое значение, при этом фактический тормозной путь не должен превышать расчётного.

## Классификация
Классификация поездов достаточно разнообразна, в том числе по характеру груза, массе, длине, скоростям движения и так далее. Условно их можно разделить по следующим критериям:
По характеру груза
- Пассажирский — формируется из пассажирских вагонов; также могут прицепляться вагоны других разновидностей пассажирского парка — багажные, почтовые, ресторан и так далее[55];
  - Туристический
  - Экскурсионный
  - Ретро-поезд
- Почтово-багажный — формируется из багажных, почтовых вагонов, также могут прицепляться отдельные пассажирские вагоны[* 2];
- Грузовой (устар. — Товарный, Товарняк) — формируется из грузовых вагонов;
  - Людской — также формируется из грузовых вагонов, но значительное число из которых (10 и более) заняты людьми. Грузовые вагоны при этом, как правило, переоборудованы для пассажирских перевозок (см.: Теплушка); пассажиры перевозятся по грузовым документам[40];
  - Рефрижераторный — формируется из рефрижераторных вагонов[56]
- Грузо-пассажирский — формируется из грузовых и пассажирских вагонов, пассажиры при этом перевозятся по железнодорожным билетам[55];
- Грузо-багажный
- Воинский — перевозит воинские эшелоны, включая войска (силы), вооружение, военную технику и другие воинские грузы[57].

По скоростям движения

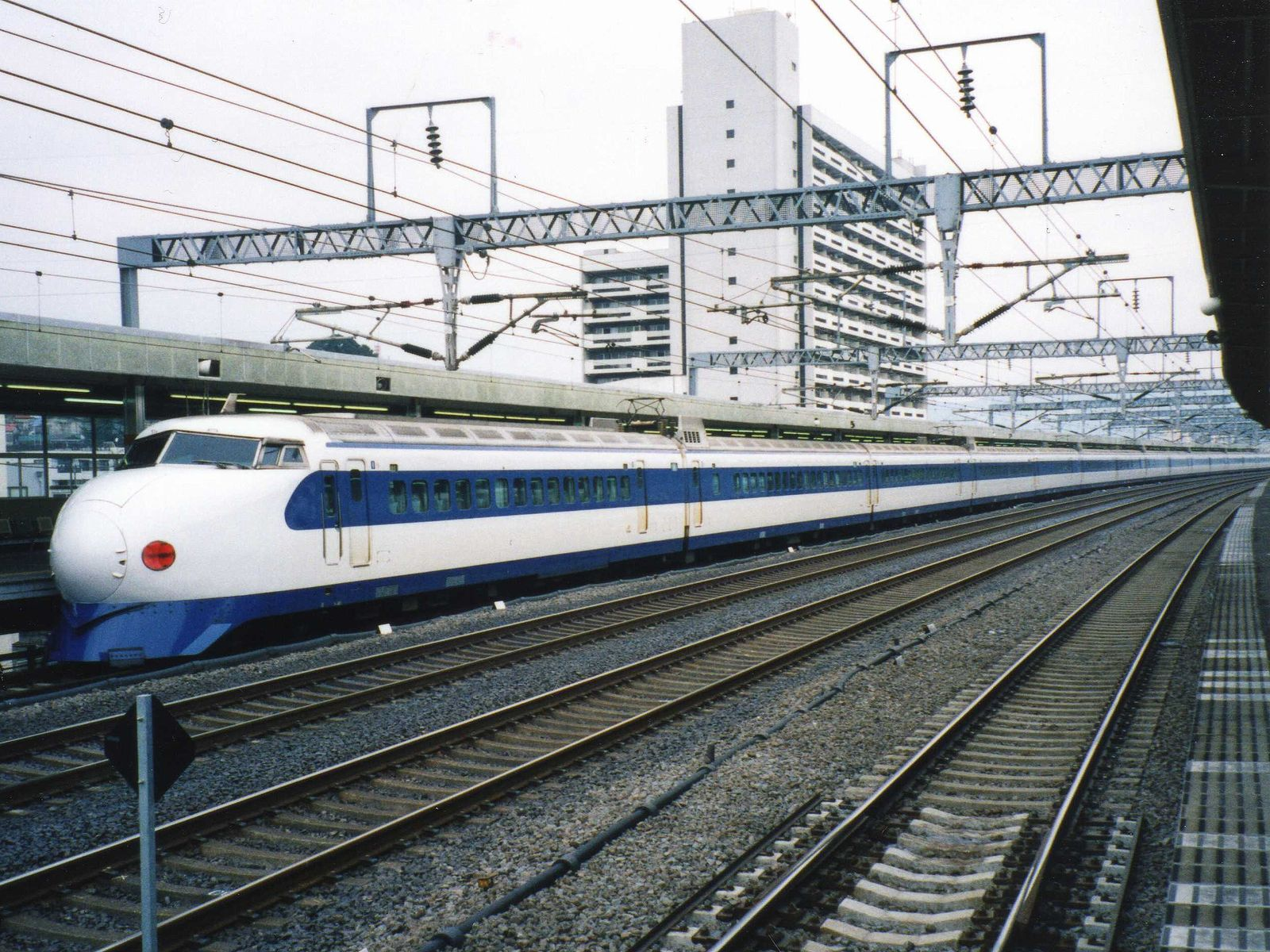
Высокоскоростной электропоезд серии 0 сети Синкансэн

- Высокоскоростной — поезд, движущийся выше определённой скорости. Например, в странах Европейского союза эта скоростная планка установлена в 200 км/ч для обычных железнодорожных путей и в 250 км/ч для специализированных трасс[58]. Аналогичные скорости установлены и в России[40];
- Скоростной — как и в случае с высокоскоростным, это поезд, движущийся выше определённой скорости, но установленная планка скорости в данном случае значительно ниже. Например, для России её значение составляет 140 км/ч[59];
- Ускоренный — поезд, движущийся со скоростями более высокими, по сравнению с установленными для других аналогичных по типу груза поездов[60]. Термин применяется только к грузовым поездам[61]; понятия Ускоренный пассажирский поезд официально не существует[62];
- Скорый — по сравнению с обычными поездами имеет сокращённое число остановок, которые, как правило, выполняются только на крупных станциях[55]. Маршрутная скорость свыше 50 км/ч[63];
  - Фирменный
- Обычный пассажирский — самая медленная категория с маршрутной скоростью менее 50 км/ч и остановками на большинстве станций в пути следования и сопутствия.

По дальности следования
- Дальнего следования — длина маршрута свыше 150 километров. Определение применяется к пассажирским поездам[63]. До 2004 года под данное определение попадали поезда с длиной маршрута свыше 700 километров[55];
- Прямой — маршрут следования проходит по двум и более дорогам[55] по одному документу[60];
- Местный — маршрут длиной менее 700 километров и проходит в пределах одной дороги. Определение применялось к пассажирским поездам[55]; с 2004 года упразднено[63];
- Пригородный — длина маршрута менее 150 километров[55], в отдельных случаях — до 200 километров[64][63];
- Сквозной — следует без переработки (расформировывание — формирование состава) через одну и более технических (сортировочные или участковые) станций[65];
- Участковый — следует от одной технической станции до другой[66];
- Сборный — развозит вагоны по промежуточным станциям[67];
  - Сборно-раздаточный;
  - Вывозной — вывозит вагоны с отдельных промежуточных станций участка;
- Передаточный — маршрут следования проходит в пределах одного узла.

По регулярности обращения
Применяется, как правило, для пассажирских поездов, которые различаются на круглогодичные, летние и разовые
По длине

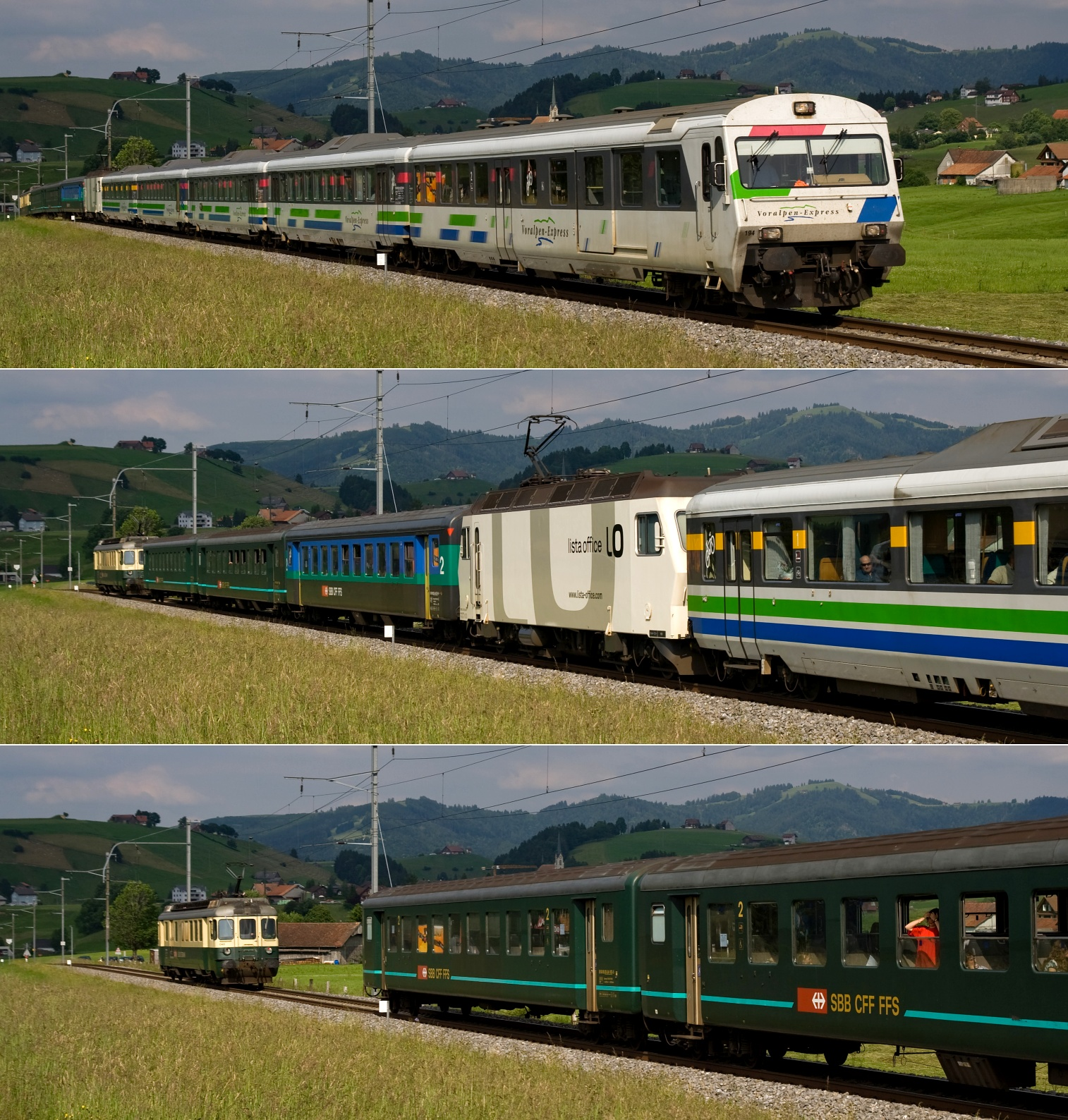
Соединённый поезд с толкачом

В данном случае выделяются такие поезда, как длинносоставные, длина которых выше нормы, установленных графиком движения на участке следования, и повышенной длины, длина которых превышает определённое значение (в России — 20 вагонов для пассажирских поездов и 350 осей [87 стандартных вагонов] для грузовых поездов). Также сюда можно отнести соединённые поезда, когда сцепляют сразу несколько поездов.
По массе
По аналогии с длиной, в данном случае выделяются сверхтяжёлые поезда и повышенной массы. В России под понятие поездов повышенной массы попадают грузовые поезда весом свыше 6000 тонн.
По характеру службы
- Хозяйственный — представляет собой подвижное железнодорожное предприятие, относящееся к путевому хозяйству[23];

- Снегоочиститель;
- Пожарный;
- Противопаводковый;
- Отдельные локомотивы:

- Диспетчерский;
- Толкач.

- Санитарный.
- Броневой (боевой).

## Организация движения
Железнодорожный транспорт выполняет большой объём перевозок, но поезд не может физически перевезти этот объём сразу, так как его размеры, а значит и вес, ограничены возможностями станций поместить его на боковой путь и переработать (погрузка—выгрузка). В пассажирском движении играет роль и суточная неравномерность перевозок, когда в часы пик объёмы пассажиропотоков значительно возрастают, что приводит и к числу поездов. Поэтому железная дорога должна суметь пропустить большое число поездов, а сами поезда должны доставлять грузы достаточно быстро, то есть с высокой маршрутной скоростью, чтобы выдерживать конкуренцию с другими видами транспорта. Помимо этого, поезда должны следовать ещё и с некоторым интервалом, чтобы в случае возникновения происшествия с одним из них, поезд, который едет следом, успел остановиться.

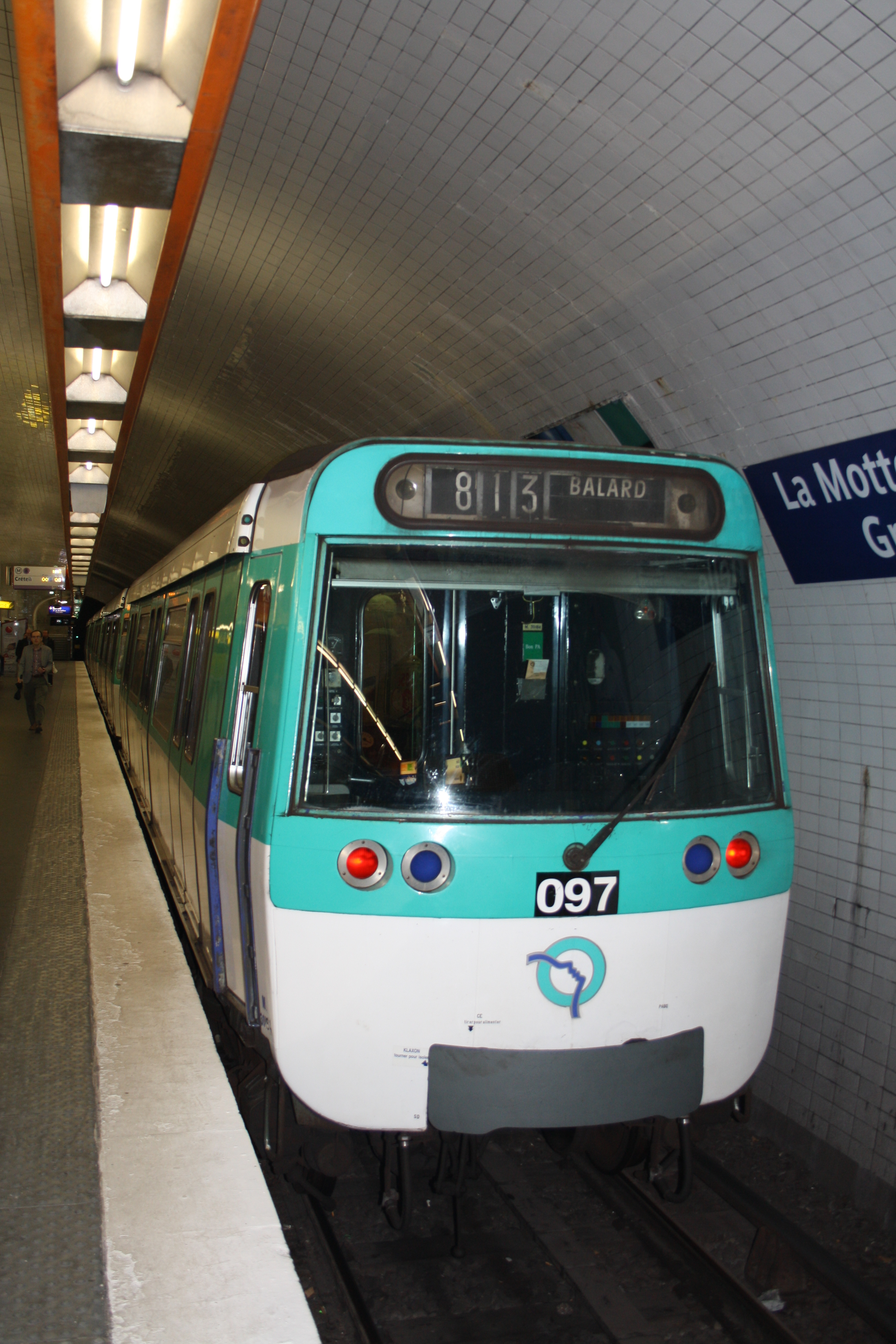
Вагон метро MF 77 (Парижский метрополитен). Вверху можно увидеть номер маршрута состава — 813

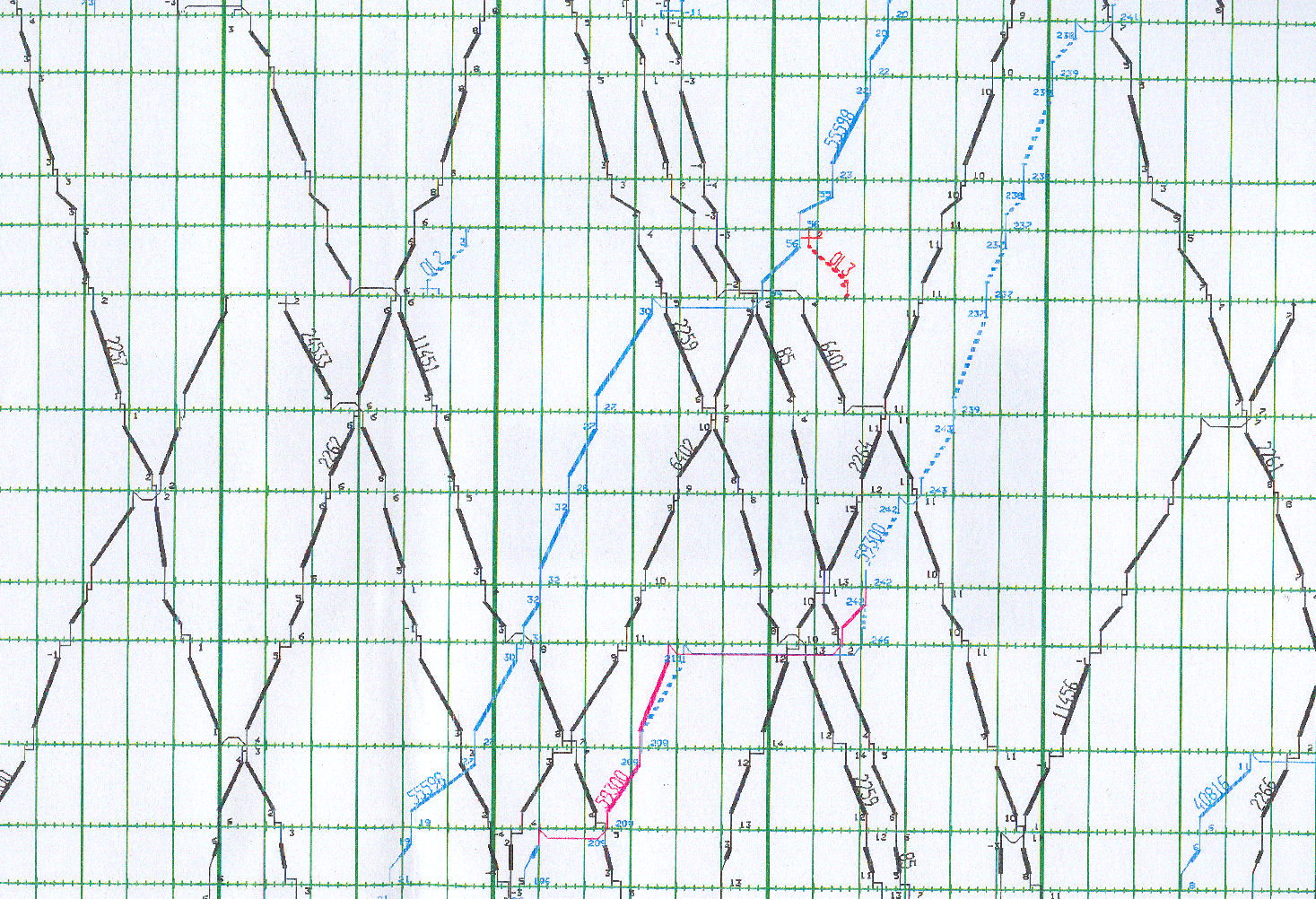
Пример графика движения поездов

Для того, чтобы организовать этот поток поездов, на магистральных железных дорогах, уже начиная с дорог Ливерпуль — Манчестер (1830 год) и Санкт-Петербург — Москва (1851 год), был внедрён график движения, который определяет, где какой поезд когда должен быть. А современные графики движения поездов являются планом не только собственно движения поездов, включая скрещения и разъезды (на однопутных железных дорогах), но и всей эксплуатационной работы железной дороги, в том числе в нём определяются графики работы подвижного состава и людей, обработка вагонов на станциях и даже размеры поездов. Кроме того, предусматриваться и «окна» для выполнения ремонтно-строительных работ на путях. С учётом важности графика движения, его нарушение не допускается.
Для организации движения по этому графику, каждый поезд получает номер, причём в зависимости от направления он может быть чётным или нечётным (возможна смена номера в процессе следования). Также по тому, из какого диапазона номер, можно определить, что это за поезд: пригородный, скорый, хозяйственный или вообще отдельный локомотив. Кроме номера, каждому грузовому поезду на станции формирования могут присваивать определённый индекс, который не изменяется до станции расформирования. Если поезд не предусмотрен графиком движения, то номер ему присваивается при его назначении. На метрополитене, для упрощения организации движения, каждому составу, который работает на линии, присваивают номер маршрута, которому в свою очередь соответствует график движения поезда на весь день.
Каждый поезд обслуживается группой специальных работников — локомотивной бригадой. Старшим в этой бригаде является машинист локомотива, он же непосредственно управляет поездом и следит за безопасностью пути. В состав локомотивной бригады входит и помощник машиниста локомотива, который, как и машинист, ведёт наблюдение за безопасностью пути, а также периодически, по указанию машиниста, визуально проверяет работу некоторого оборудования их локомотива или моторвагонного состава. При паровой тяге в состав локомотивной бригады также включался кочегар, а на пассажирских моторвагонных поездах — кондуктор. На пассажирских поездах также существует практика, когда машинист ведёт поезд в одиночку, без помощника («работа в одно лицо»). Такой способ особенно распространён на городском транспорте — метрополитене и трамвае. При кратной тяге, а также при использовании толкача, число локомотивных бригад равно числу локомотивов, но при этом машинисты вспомогательных локомотивов непосредственно подчиняются машинисту ведущего (первого по ходу движения) локомотива.
На пассажирских поездах дальнего следования локомотивная бригада не может следить за всем составом и обслуживать пассажиров, поэтому назначается поездная бригада, которая состоит из начальника поезда, поездного электромеханика и проводников. Вагоны-рестораны и почтовые вагоны также обслуживаются соответствующими работниками. На хозяйственные поезда может назначаться руководитель работ или его уполномоченный, а на поезда, с которыми проводятся манёвры — составитель поездов.

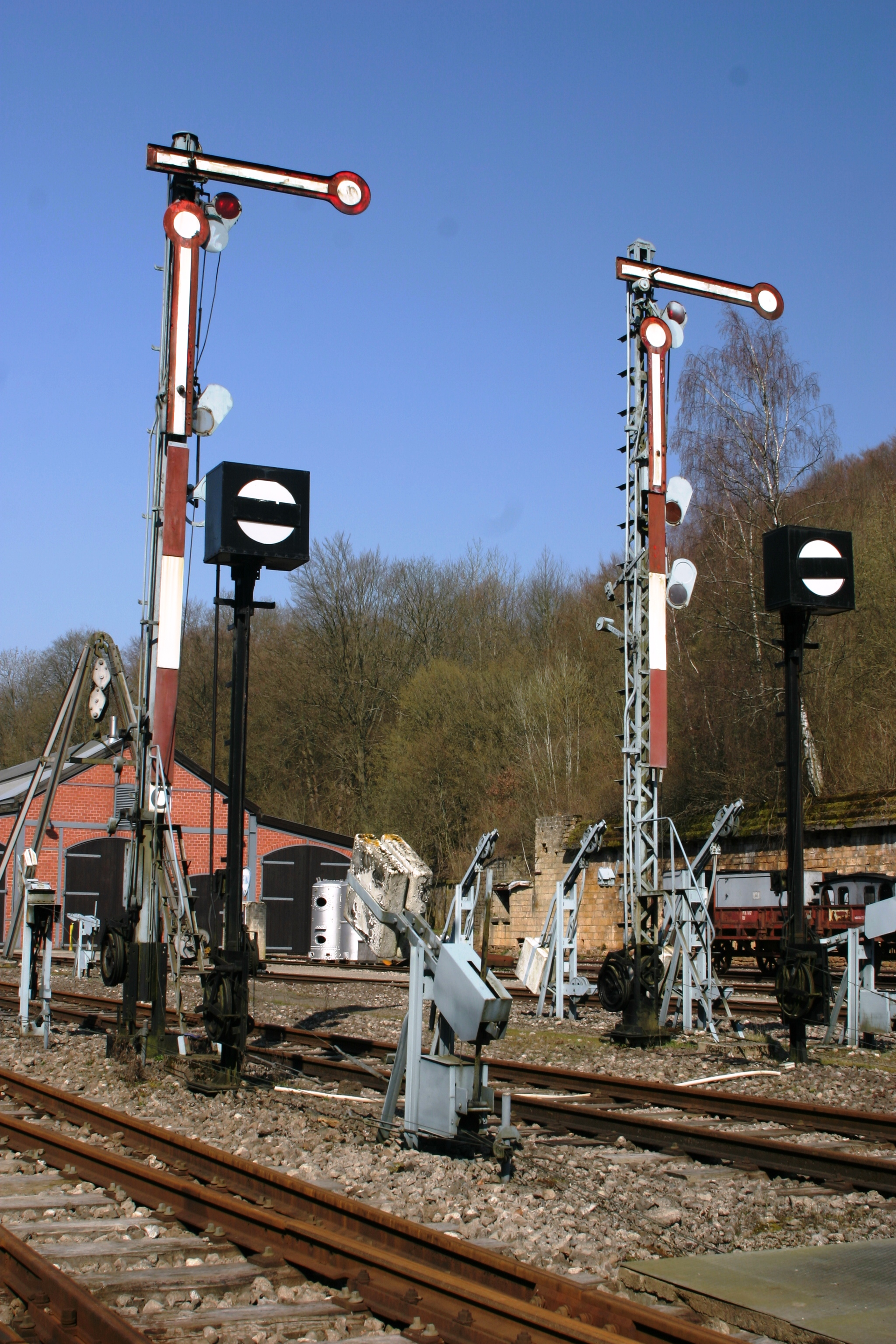
Семафоры в Люксембурге, находящиеся в закрытом положении

В первые годы на железных дорогах поезда разграничивались интервалом по времени. Однако этот метод быстро показал свою неэффективность, поэтому стали применять разграничение по пространству. Поначалу на участке между двумя станциями (перегон) допускалось нахождение только одного поезда, для контроля за чем стали применять сперва семафоры, как на кораблях, а позже — светофоры. В нормальном положении светофор показывает запрещающий сигнал, а движение разрешает только если перегон за ним свободен. Когда длины одного перегона стало уже достаточно много для разделения и начало ограничивать движение, перегон стали делить на несколько отрезков — блок-участки. Длина блок-участка зависит от расчётных интервалов между попутными поездами, профиля пути, скоростей движения, веса и длины поездов, а также эффективности тормозов. Обычно блок-участки длиной от 1 километра. Первые светофоры показывали только разрешающий и запрещающий сигналы, но современные светофоры уже могут показывать сколько блок-участков впереди свободно, благодаря чему машинисты могут знать заранее обстановку на пути следования, а потому при возможности и необходимости вести поезда с более высокими скоростями. Однако так как машинисту трудно порой разглядеть светофор, что особенно актуально при высокоскоростном движении, то достаточно широкое распространение получила автоматическая локомотивная сигнализация. В этом случае в кабине машиниста расположен небольшой по размерам светофор, который дублирует показания расположенного впереди светофора на путях. Сигнал о показаниях светофора в кабину поступает через путь в виде шифрованного сигнала.

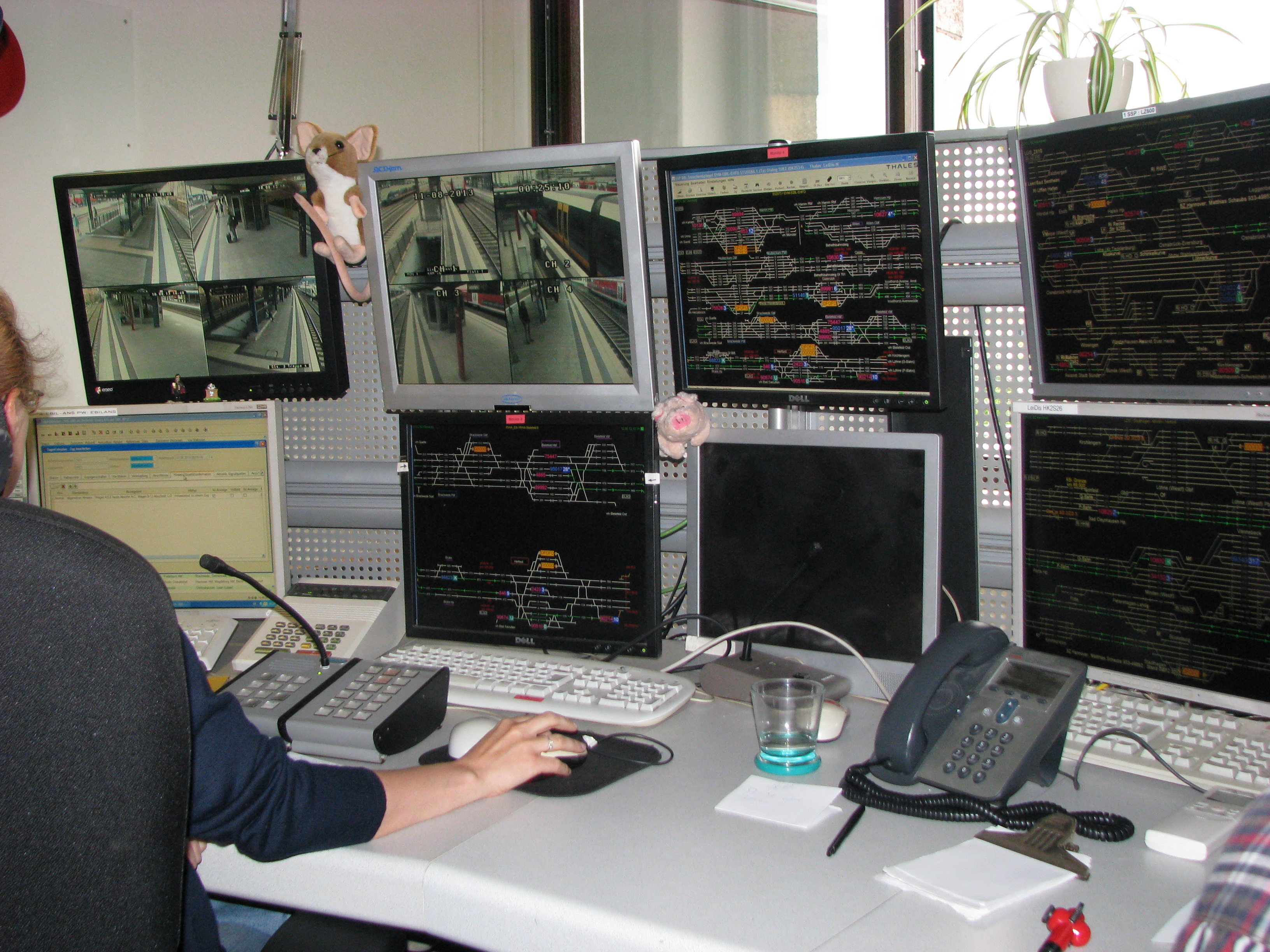
Пост поездного диспетчера в здании вокзала Билефельд

Для того, чтобы установленный график движения поездов соблюдался, необходим контроль. Для этого прежде всего железнодорожный путь делят на определённые отрезки (обычно 100—150 км) — участки, на каждый из которых назначается руководитель — поездной диспетчер. Этот работник обязан с помощью всех имеющихся у него технических средств обеспечить выполнение графика движения поездов, а если происходит нарушение графика, то ввести опаздывающие поезда обратно в график, для чего может регулировать движение других поездов. Именно поэтому приказы поездного диспетчера подлежат безоговорочному выполнению. Кроме того, машинисты и другие работники, обслуживающие поезда, подчиняются ещё и указаниям дежурных по станциям, которые в свою очередь также подчиняются поездному диспетчеру.

## Оборудование

### Энергетика
Энергетика поезда представляет собой совокупность генерирующих и энергопотребляющих установок, а заодно систем, благодаря которым обеспечивается эксплуатация. Основной объём потребляемой поездом энергии используется для тяги, то есть приведения поезда в движение (смотри выше про самоходный подвижной состав). Часть энергии потребляют вспомогательные системы, включая системы отопления, освещения и вентиляции пассажирских вагонов.

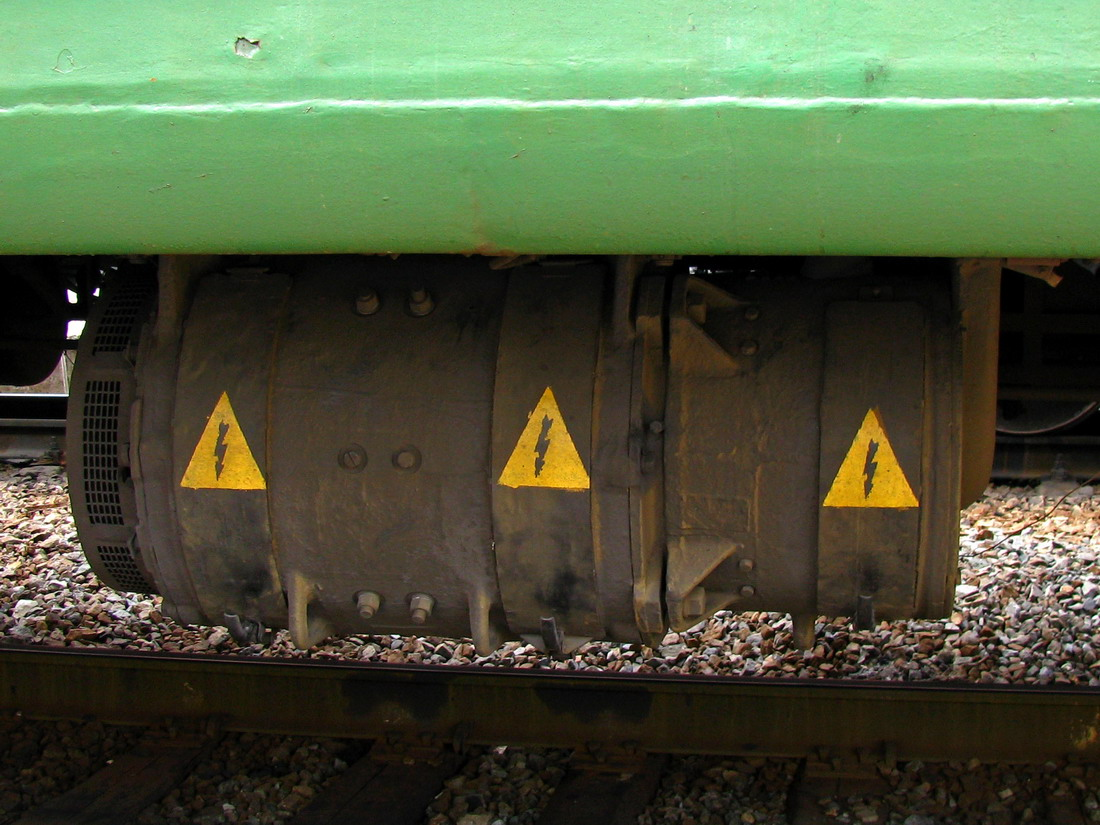
Преобразователь ДК-604, устанавливаемый на электропоездах ЭР1 и ЭР2. Левая часть — электродвигатель, правая — электрический генератор

Для работы большинства из них (освещение, отопление, вентиляция, приготовление пищи в вагонах-ресторанах) используется электричество. Одним из её источников является система автономного электроснабжения, которая включает в себя электрический генератор и аккумуляторную батарею. Генератор постоянного тока приводится во вращение от оси колёсной пары через ременную либо карданную передачу. Напряжение на генераторе составляет 50 В, а его мощность — около 10 кВт.
В случае, если вагон оборудован системой кондиционирования, напряжение на генераторе составляет 110 В, а его мощность может достигать 30 кВт. В этом случае чаще применяют генератор переменного тока и выпрямитель. Для получения переменного тока (для питания ламп дневного света, радиоаппаратуры, розеток для подключения электробритв и других маломощных приборов) применяют машинные, либо полупроводниковые преобразователи постоянного тока в переменный. Аккумуляторная батарея предназначена для резервирования генератора при малых скоростях движения, а также воспринимает пики нагрузки. Основной недостаток такой системы — увеличение сопротивления движению до 10 %.

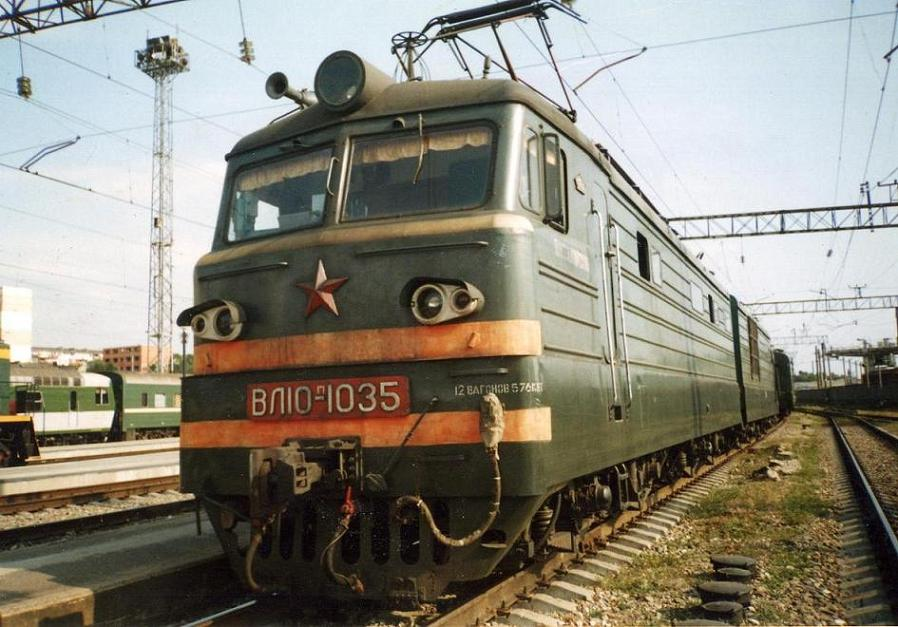
Электровоз ВЛ10, модернизированный для вождения пассажирских поездов в зимний период — добавлен кабель высоковольтной цепи отопления.

На скоростных и высокоскоростных поездах для электроснабжения поезда используется вагон-электростанция. Он оборудован дизель-генераторной установкой и, в основном, устанавливается в передней части поезда, сразу за локомотивом (на скоростных поездах «Аврора» и «Невский экспресс» он установлен в хвосте поезда). На дизель-поездах для получения низкого напряжения используются вспомогательные генераторы, которые приводятся во вращение от дизель-генераторной установки. На электропоездах постоянного тока генератор находится на одном валу с динамотором, расположенного под вагоном, также нередко применяют высоковольтные полупроводниковые преобразователи. На электропоездах переменного тока низкое напряжение получают от тягового трансформатора, где напряжение контактной сети снижается до необходимого уровня (порядка 220 В). Далее однофазный ток в машинном преобразователе преобразуется в трёхфазный. Для получения из переменного тока постоянного, используются выпрямители. На вагонах метрополитена цепи управления и освещения получают питание от аккумуляторной батареи (она же заряжается от контактного рельса через набор резисторов), либо от статического преобразователя.

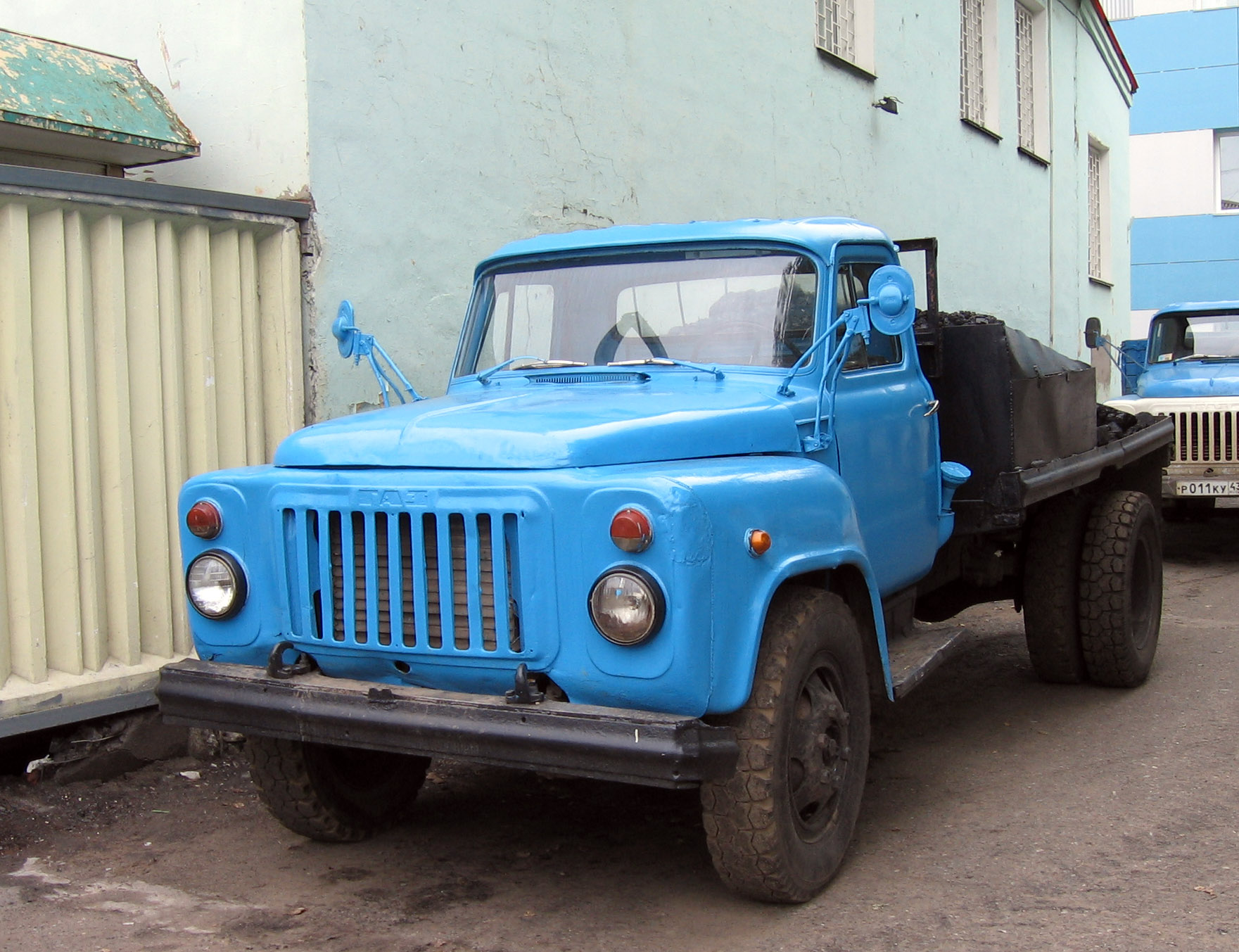
Грузовой автомобиль ГАЗ-52, использующийся для доставки угля к пассажирским вагонам

Для питания цепей отопления требуется высокое напряжение (на магистральных железных дорогах — порядка 3000 В), которое поступает от локомотива. На электровозе постоянного тока питание в цепи отопления поезда поступает напрямую из контактной сети, на электровозе переменного тока — напряжение контактной сети (25 кВ), при помощи дополнительной обмотки на тяговом трансформаторе, снижается до 3 кВ, после чего поступает в цепи отопления. На тепловозе может располагаться специальный генератор, вырабатывающий напряжение в 3 кВ; в противном случае — на пассажирских вагонах предусмотрено отопление с помощью топлива (уголь, дрова, торф). В вагонах метрополитена, работающих на открытых участках (например, Филёвская линия московского метрополитена), а также в вагонах трамвая электрические печи подключаются напрямую к контактной сети (либо к контактному рельсу). Высокое напряжение также может поступать не только от локомотива, но и от вагона-электростанции. Зачастую от локомотива на вагоны может подаваться и низкое напряжение — для питания цепей освещения, вентиляции и т. д., что позволяет не использовать систему автономного электроснабжения.
На рефрижераторных вагонах для работы холодильных установок также необходима электроэнергия. Для её получения используются дизель-генераторные установки, которые располагаются либо на самом вагоне, либо на отдельном вагоне-электростанции, причём зачастую на вагон-электростанцию переносят и холодильные установки.

### Тормозное оборудование
Современные поезда могут иметь вес в тысячи, а то и в десятки тысяч тонн, которые передвигаются по рельсам со значительными скоростями, которая у высокоскоростных поездов может достигать свыше 300 км/ч. Как результат, поезд имеет колоссальную кинетическую энергию (достаточно вспомнить сюжет фильмов о неуправляемых поездах, например «Неуправляемый»), притом что он движется, как правило, на гладких металлических колёсах по гладким рельсам. И в этой ситуации эффективность тормозов имеет важное значение, ведь от них зависит, насколько длинным будет тормозной путь.
Железнодорожные тормоза различают по способам создания тормозной силы.

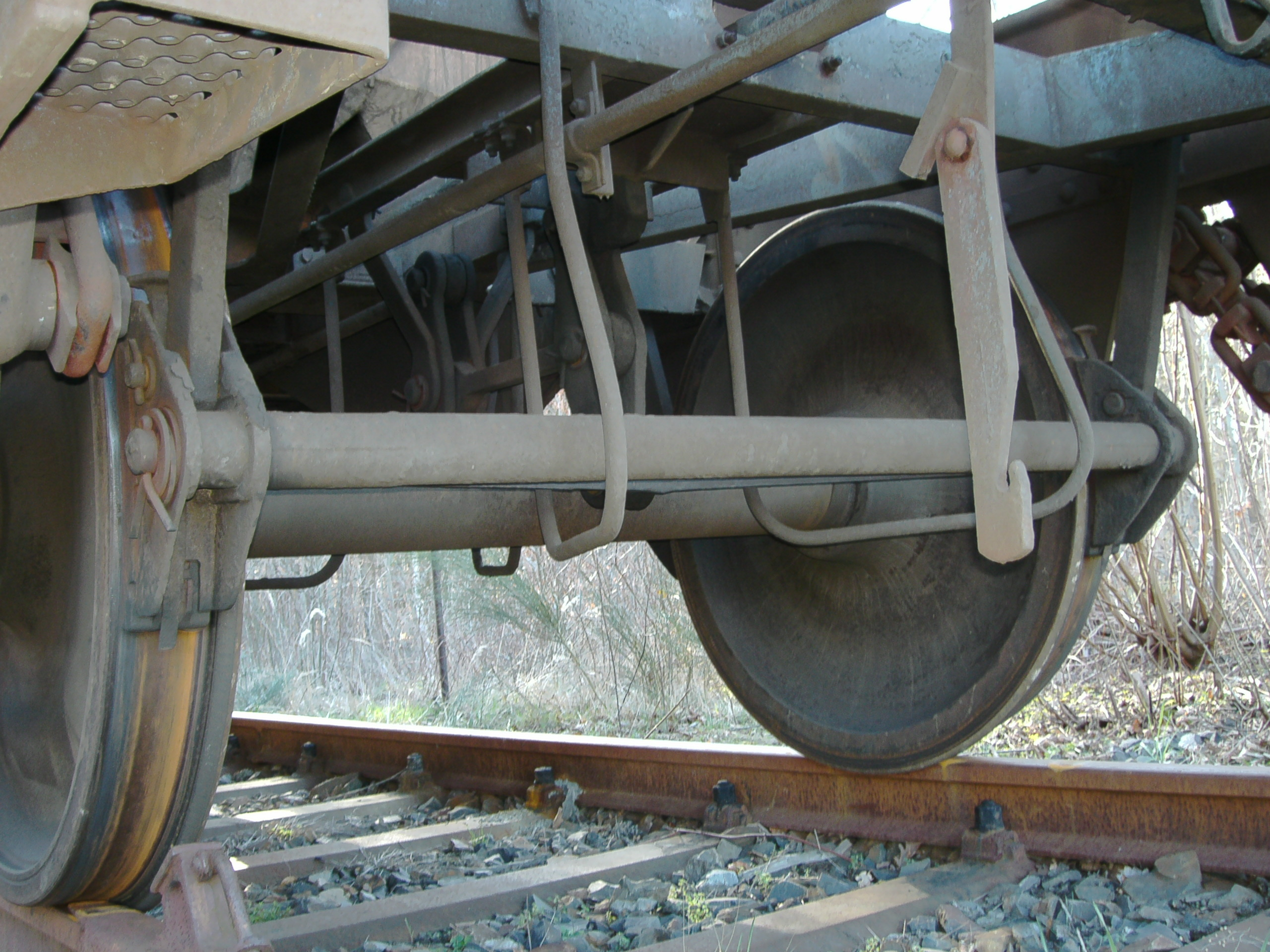
Вид на тормозные колодки и часть тормозной рычажной передачи

Наиболее распространены фрикционные тормоза, которые для создания тормозного эффекта используют силу трения, образующуюся от прижатия колодок к металлической поверхности катания колеса, либо тормозному диску. На ранних поездах колодки прижимались вручную специальными работниками — тормозильщиками. Однако в этом случае эффективность торможения зависела от физической силы работников, да и скорость срабатывания была относительно низкой. Поэтому в настоящее время ручные тормоза используют лишь как стояночные. Уже в 1869 году на смену тормозильщикам пришёл сжатый воздух, который создаётся компрессорными установками и хранится в главных резервуарах. Под давлением в несколько атмосфер (при нормальном служебном торможении — около двух) этот сжатый воздух из резервуаров по тормозной магистрали поступает в тормозные цилиндры и далее через рычажную передачу заставляет колодки прижиматься к колёсам или тормозным дискам с силой в несколько тонн. В 1872 году Джордж Вестингауз доработал конструкцию пневматического тормоза, создав автоматический, который при разрыве магистрали, например при разрыве поезда, сразу применяет экстренное торможение. Также поначалу пневматические тормоза не имели возможности регулировать давление воздуха в тормозных цилиндрах, а значит и тормозную силу. Впоследствии были созданы пневматические тормоза, которые уже позволяли это делать. В частности, такого типа используемый на железных дорогах постсоветского пространства тормоз системы Ивана Матросова, который применяется с начала 1930-х годов. Дальнейшим улучшением конструкции стал электропневматический тормоз, в котором применяется электрическое управление подачей воздуха в цилиндры, благодаря чему тормоза на всём поезде срабатывают практически одновременно (при чистом пневматическом торможении воздушная волна движется со скоростью звука, то есть с некоторой задержкой), что особенно актуально на длинных грузовых поездах, а также пассажирских поездах.

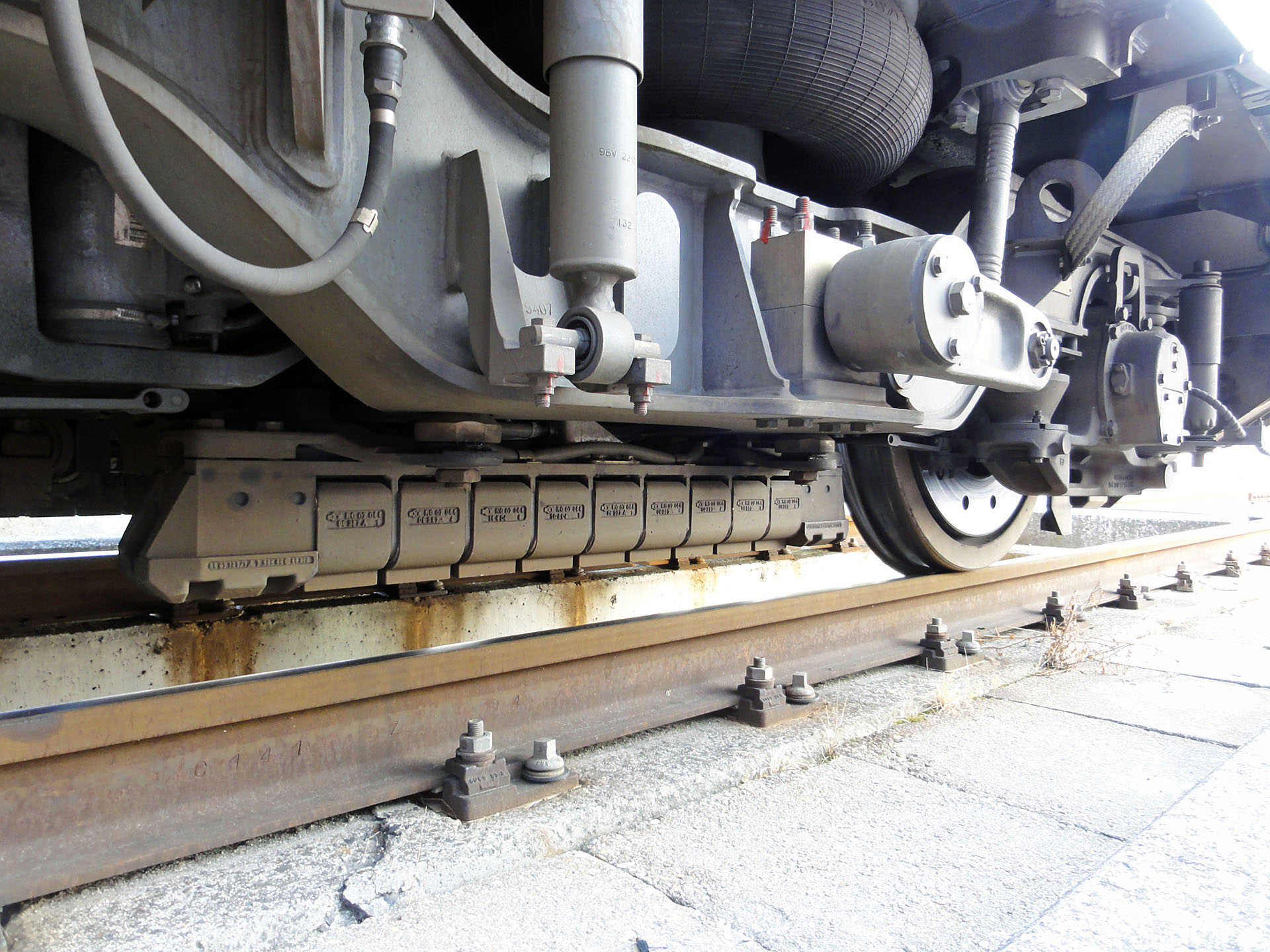
Тележка электропоезда Z 50000. Внизу расположен башмак магниторельсового тормоза

Основной недостаток пневматических тормозов в том, что тормозной эффект зависит и от силы трения колёс по рельсами, притом что последние могут быть загрязнены. К тому же, при неправильном использовании пневматических тормозов возможно заклинивание колёс; при этом, может быть повреждена поверхность катания (наплыв или стачивание металла). Поэтому существуют фрикционные тормоза, в которых тормозные колодки прижимаются сразу к рельсам, а тормозной эффект создаётся за счёт магнитного поля, для чего колодки (башмаки) оборудованы катушками индуктивности, превращаясь таким образом в электромагнит. Такой вид тормоза называется магниторельсовым (Электромагнитный рельсовый тормоз) и он очень эффективен, особенно на высоких скоростях. Его применяют на высокоскоростных поездах, промышленном транспорте и, особенно, трамвае.
При динамическом торможении тормозной эффект создаётся за счёт использования двигателя, что позволяет избежать износа тормозных колодок. Значительная часть тягового подвижного состава оборудована электрическими тяговыми двигателями, которые обладают обратимостью, то есть могут использоваться как электрические генераторы, тем самым преобразуя кинетическую и потенциальную энергию поезда в электрическую. Это электрическое торможение и по типу использования образованной электроэнергии различают рекуперативное торможение, когда эта энергия заряжает тяговую аккумуляторную батареею (аналогичный принцип использует гибридный автомобиль) или отдаётся через контактную сеть (для контактных электровозов и электропоездов) другим потребителям (например, другим поездам на участке), реостатное, когда электрическую энергию преобразуют в тепловую в специальных резисторах (реостатах), а также рекуперативно-реостатное, в котором сочетаются оба этих вида (например, на высоких скоростях — рекуперативное торможение, а на более низких — реостатное).
На поездах может использоваться и реверсивное торможение, то есть противовключением двигателя. Попросту говоря, машинист при этот торможении переводит двигатель на задний ход. Такое торможение применялось ещё на паровозах (контрпар), где оказалось достаточно эффективным. Возможно его применение и на подвижном составе и с электрическими тяговыми двигателями, но при этом стоит учитывать, что режим противовключения (контрток) для электрических машин близок к аварийному, а потому может использоваться лишь на небольших скоростях. Тем не менее, этот тип торможения нашёл применение на электровозах переменного тока с импульсным регулированием, в том числе и самых мощных в СССР серийных локомотивах — ВЛ85.
На высокоскоростных поездах можно использовать аэродинамический тормоз, как в авиации. Для этого вагоны оборудуются выдвижными щитками, которые при торможении выдвигаются, действуя аналогично спойлерам на самолётах. Такой тормоз используется на японских электропоездах Fastech 360, причём из-за формы щитков этот электропоезд получил прозвище «Синкансэн с кошачьими ушами».

### Сигналы
Для обеспечения безопасности движения поезду необходимы сигналы, которые бы заранее оповещали о его приближении, а также могли предупредить, в какую сторону он направляется. Кроме того, звуковыми сигналами машинист может выполнять обмен информацией с работниками на путях, в том числе подавать команды составителям поездов и осмотрщикам вагонов.
Необходимость предупреждения о приближении поезда была показана уже на открытии первой железнодорожной магистрали — дороги Ливерпуль — Манчестер, когда в тот же день известный паровоз «Ракета» совершил наезд на депутата Уильяма Хаскиссона, в результате чего последний умер через несколько часов. Для подачи звуковых сигналов на первых локомотивах применяли колокола, которым позже на смену пришли свистки и тифоны с пневматическим приводом (пар (на паровозах) или сжатый воздух). Свистки предназначены для подачи сигналов малой громкости, тифоны — для сигналов большой громкости. Нормальный уровень громкости звука сигнала тифона на расстоянии 5 метров составляет около 120 дБ при частоте тона в 360—380 Гц, а сигнал свистка на расстоянии 5 метров имеет уровень звука 105 дБ при частоте основного тона около 1200 Гц. Сигналы высокой громкости должны быть надёжно слышны в пределах тормозного пути, то есть на расстоянии до километра и более, но в черте населённых пунктов их стараются применять редко, лишь для предотвращения происшествий, как, например, наезд на человека.

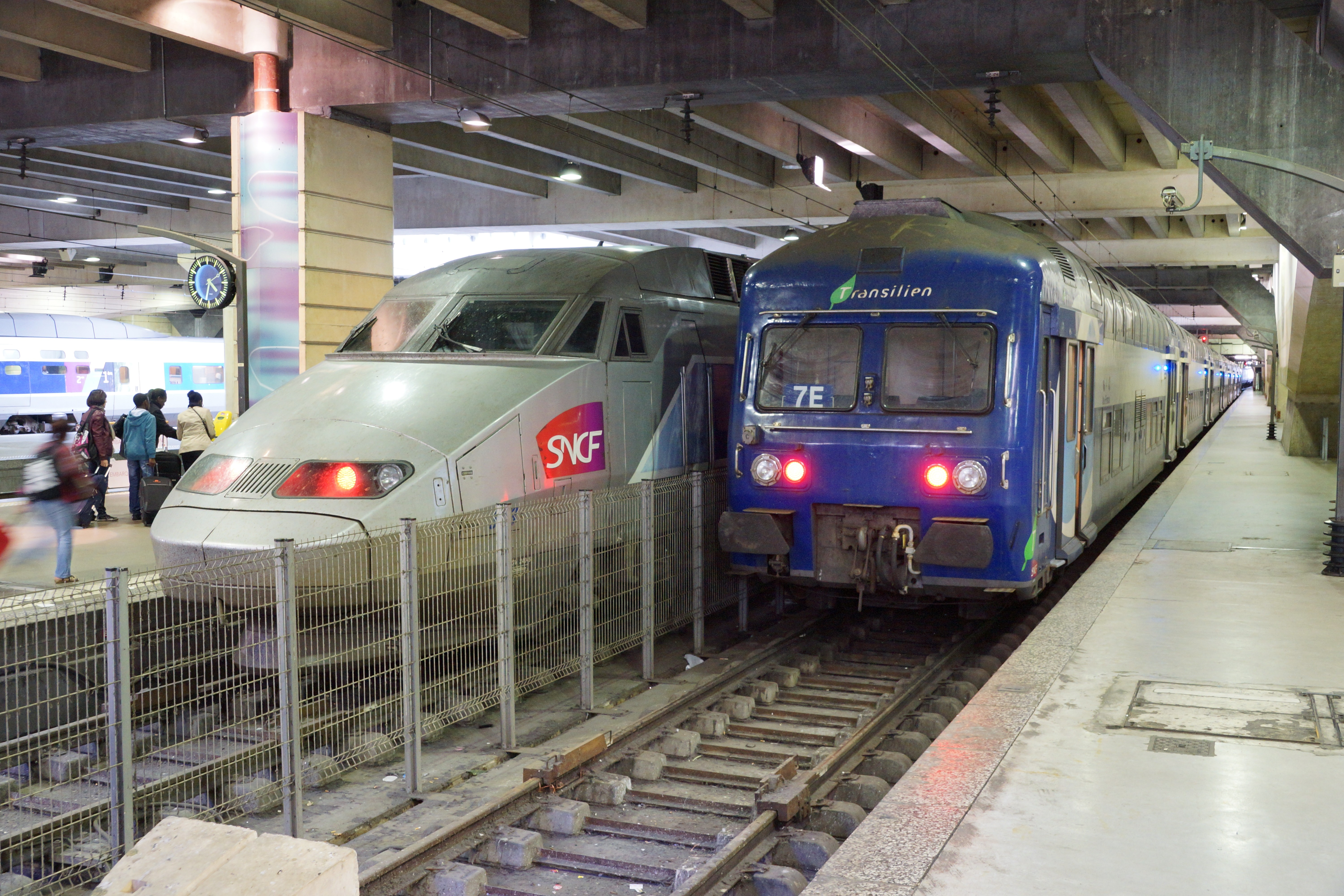
Хвосты электропоездов TGV Atlantique и VB 2N (вокзал Монпарнас)

Звуковые сигналы различают числом и продолжительностью сигналов. Например, три коротких звуковых сигнала имеют значение «Стой», а один длинный — «Отправление поезда».
| Сигнал                      | Значение                                             | Когда подаётся |
| --------------------------- | ---------------------------------------------------- | --- |
| 3 коротких                  | «Стой»                                               | При подъезде к запрещающему сигналу. |
| 3 коротких                  | Сигнал полной остановки                              | Подаётся после полной остановки поезда. |
| Один длинный                | «Отправиться поезду»                                 | При отправлении поезда. |
| Один длинный                | Оповестительный сигнал                               | При приближении к переездам, тоннелям, пассажирским платформам, кривым, местам проведения путевых работ. При следовании в условиях пониженной видимости (метель, туман и т. д.). Для предупреждения наезда на людей. При встрече поездов на двухпутных участках: первый сигнал — при приближении к встречному поезду, второй — при приближении к его хвостовой части. |
| Один короткий, один длинный | Оповестительный при следовании по неправильному пути | В тех же случаях, что и обычный оповестительный. |
| Один короткий, один длинный | Сигнал бдительности                                  | При приёме поезда на станцию по неправильному пути. При приближении к светофору с запрещающим показанием, при наличии разрешения на его проследование. При проследовании светофора с запрещающим, либо непонятным показанием. |

Видимые сигналы поездов предназначены для обозначения головы и хвоста состава, то есть показывают в какую сторону он следует. К видимым сигналам также относится и прожектор, которым обозначают голову поезда; он может дополняться и фарами. Хвост поезда, как правило, обозначается с помощью красных огней, либо красным диском со светоотражателем.

### Приборы контроля и безопасности

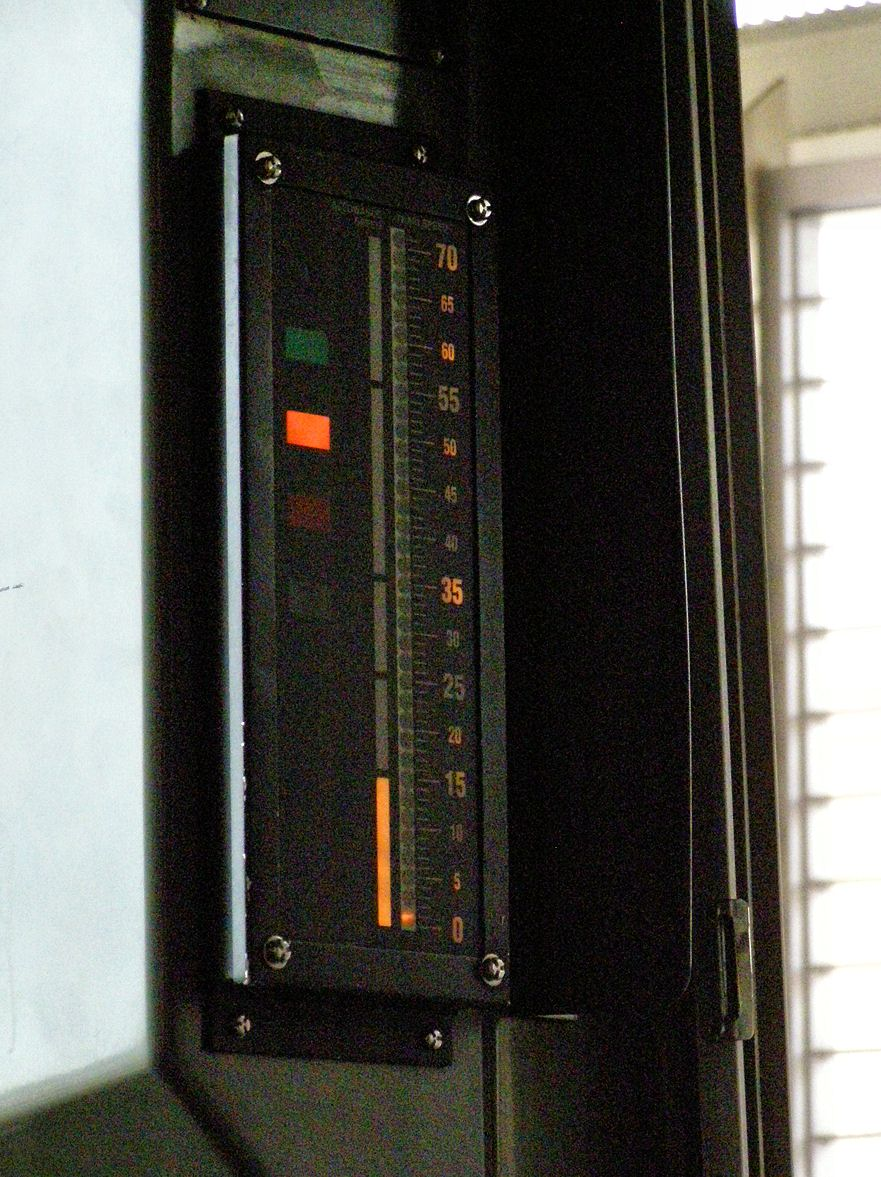
Локомотивный светофор с указанием максимально допустимой скорости. Чикагский метрополитен

Для повышения безопасности поезда оборудуют различными приборами и устройствами, большинство из которых размещены в кабине машиниста. Для контроля за сигналами светофоров поезд оборудуется АЛС — автоматической локомотивной сигнализацией. Она считывает с пути специальные сигналы, поступающие от находящегося впереди светофора, расшифровывает их и на мини-светофоре (локомотивный светофор), находящегося в кабине, дублирует сигналы впереди стоящего светофора. Для проверки бдительности машиниста служит так называемая рукоятка бдительности (РБ, конструктивно она выполнена в виде кнопки, либо педали). При смене показания на локомотивном светофоре, а также в случае, если машинист длительное время не менял положения органов управления тягой и тормозами, раздаётся звуковой сигнал, который нередко дублируется световым (в ряде случаев световой сигнал загорается перед звуковым). Услышав звуковой сигнал (либо увидев световой), машинист должен сразу же нажать на РБ; в противном случае, по истечении некоторого времени (5−10 с), автоматически будет применено экстренное торможение. Периодическая проверка бдительности также осуществляется при подъезде поезда к светофору с запрещающим показанием. Зачастую для контроля бдительности машиниста используют датчики, которые измеряют его физиологические данные (пульс, давление, наклон головы).

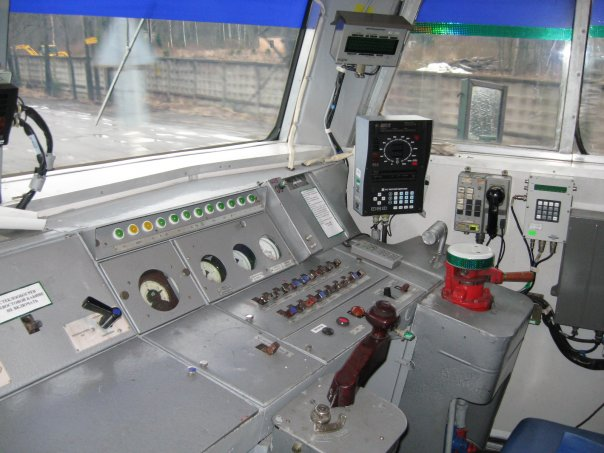
В кабине электропоезда ЭР2 (с № 1028). В дальнем углу виден КЛУБ−У, выше которого расположен экран САВПЭ. В красный цвет окрашен кран машиниста.

Для контроля за скоростью в кабине установлен механический скоростемер. АЛС и скоростемер постоянно взаимодействуют друг с другом: так, в случае проезда светофора с красным огнём со скоростью выше 20 км/ч сработает экстренное торможение. Помимо этого, локомотивный скоростемер выполняет функцию чёрного ящика. В его верхней части устанавливается бумажная лента, на которую записывается ряд параметров: время, скорость, пройденное расстояние, давление в напорной и тормозной магистралях, а также в тормозном цилиндре, показания локомотивного светофора. В настоящее время на российском подвижном составе происходит замена АЛС и скоростемера на КЛУБ (комплексное локомотивное устройство безопасности). Он выполняет функции скоростемера и АЛС, а также ведёт контроль за скоростью.
Для контроля за состоянием оборудования предназначены различные датчики и реле (реле боксования, реле перегрузки), сигнальные лампы от которых выведены на пульт машиниста. Пассажирские поезда оборудуют пожарной сигнализацией, извещатели которой располагают в салонах и тамбурах. Для контроля за ходовой частью вагонов и локомотивов, на железнодорожном пути располагают различные датчики. Они позволяют обнаружить многие дефекты, среди которых: перегрев букс, повреждение ходовой части, нарушение габарита. Безопасность движения, за счёт уменьшения нагрузки на машиниста, повышает и САВП — система автоведения поезда (автомашинист). В настоящее время большинство поездов метрополитена управляется автоматикой, на пригородных электропоездах её, в основном, используют для подсказок (предупреждает об ограничениях скорости, показаниях светофоров, а также объявляет остановки).

### Связь
Для обмена информации машинистов поездов с дежурными по станциям, поездными диспетчерами, составителями поездов, а также между собой, поезда оборудуются устройствами радиосвязи. В зависимости от типа работ, на метрополитене и магистральных железных дорогах используют два типа радиосвязи — поездная и маневровая. Первая используется для обмена информацией машинистов поездов с поездными диспетчерами, а также между собой, вторая — для обмена информацией дежурного по посту централизации с машинистом поезда и составителями поездов при проведении манёвров.
Радиосвязь работает в симплексном режиме с групповым вызовом в наиболее распространённом гектометровом (~ 2 МГц) и метровом (~ 151—156 МГц) диапазонах. Так как в гектометровом диапазоне уровень помех довольно высок, то для получения хорошего сигнала вдоль железнодорожного пути протягивают направляющие провода, которые могут быть размещены на опорах контактной сети, либо на опорах воздушных линий связи. На магистральных железных дорогах радиосвязь машинистов поездов с поездными диспетчерами осуществляется по диспетчерской поездной радиосвязи на дециметровом диапазоне (330 МГц, за рубежом — до 450 МГц), поездная же служит для связи машинистов поездов между собой, с дежурными по станциями, а также с начальником поезда (на пассажирских поездах). Локомотивные радиостанции устанавливаются в кабине управления, нередко с двумя пультами (отдельно для машиниста и для его помощника).
На пассажирских моторвагонных поездах устанавливается система внутренней связи, которая осуществляется по проводной линии. Эта система предназначена для передачи сообщений пассажирам в салоне, а также для обмена информации между членами локомотивной бригады (машиниста с помощником или кондуктором), находящихся в разных кабинах. Для экстренной связи пассажиров с машинистом предназначена система связи «пассажир—машинист», переговорные устройства которой расположены в пассажирских салонах. Часто системы связи «машинист—пассажир» и «пассажир—машинист» объединяют в одну целую.

## Рекорды среди поездов

### Рекорды скорости

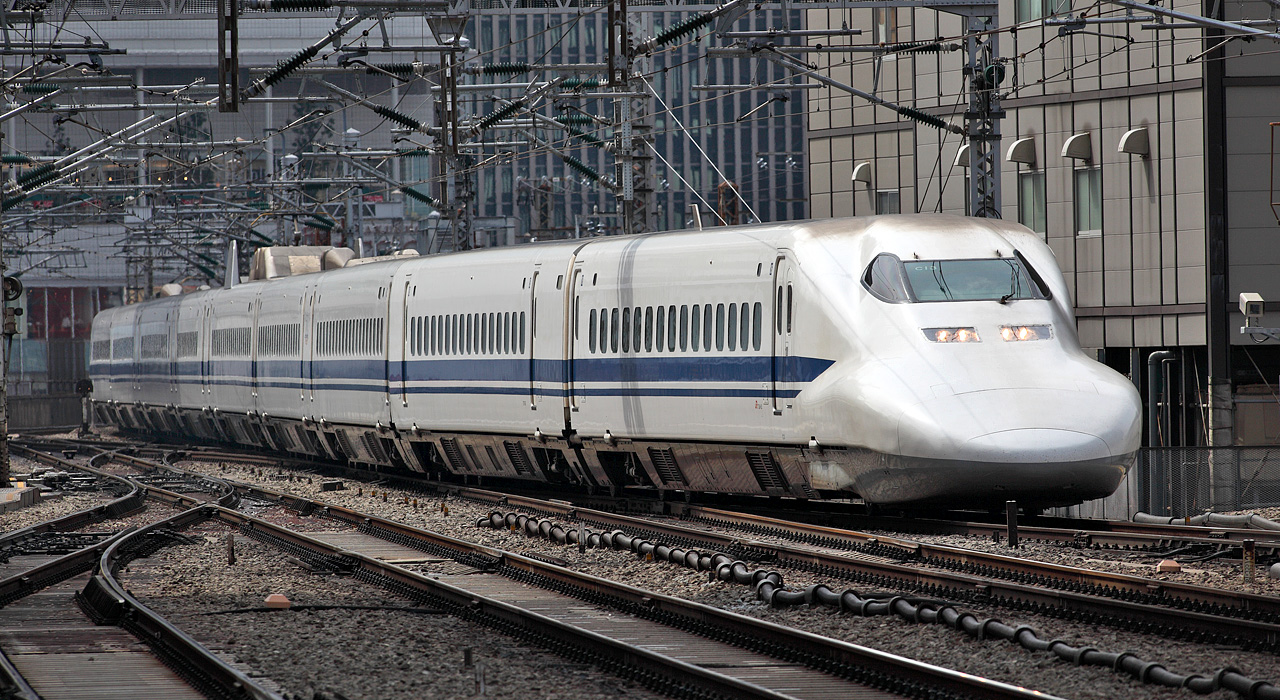
Японский «Нодзоми»

- Самый быстрый поезд на магнитном подвешивании: 21 апреля 2015 года в ходе испытаний на экспериментальном участке путей протяжённостью 42,8 километра в префектуре Яманаси поезд серии L0[англ.] разогнался до 603 км/ч.[101][102][103][104][105][106].
- Самый быстрый рельсовый поезд: 3 апреля 2007 года французский поезд TGV POS разогнался до скорости 574,8 км/ч.[107]
- Самая высокая графиковая скорость поездов на магнитном подвешивании: в Китае между Шанхаем и аэропортом Пудун курсирует поезд, который разгоняется до 431 км/ч[108].
- Самая высокая средняя графиковая скорость рельсовых поездов на электрической тяге: японский поезд «Нодзоми» каждый день ходит по расписанию со средней скоростью 261,8 км/ч (французский TGV — 259,4 км/ч).
- Самая высокая средняя графиковая скорость дизель-поездов: английские дизель-поезда «ИнтерСити 125» курсируют на маршруте Лондон — Эдинбург со средними скоростями 180 км/ч[109].

В СНГ
- В 1993 году на участке Спирово-Лихославль тепловоз ТЭП80-002 достиг скорости 271 км/ч[110].
- Самый быстрый поезд на электрической тяге: ЭВС-1/ЭВС-2 «Сапсан» в регулярных рейсах зимнего расписания 2010/11 проходил путь 650 км от Москвы до Санкт-Петербурга за 3,45 ч, разгоняясь на перегоне Бурга-Мстинский мост до 250 км/ч. Во время опытных поездок эти показатели были превышены. Предыдущий рекорд: в июле 2001 года в опытном рейсе на линии Санкт-Петербург — Москва электропоезд ЭС250 «Сокол» развил скорость 236 км/ч[111].

### Рекорды длины и веса
- Самый длинный и тяжёлый грузовой поезд: 21 июня 2001 года в Австралии был проведён состав, загруженный железной рудой. Состав состоял из 682 вагонов, его вели 8 тепловозов, распределённых по длине состава. Масса груза составила 82 262 т, а общая длина поезда — 7353 м[112].
- Самый длинный грузопассажирский поезд: в Мавритании между городами Зуэрат и Нуадибу курсирует поезд длиной около 3 тыс. м. Основным грузом является руда, также в поезд включены несколько купейных вагонов.[112]
- Самый длинный и тяжёлый пассажирский поезд: 27 апреля 1991 года в Бельгии из Гента в Остенде одним электровозом был проведён пассажирский поезд из 70 вагонов. Его длина составила 1732,9 м, а общий вес был равен 2786 т[112].
- Самый длинный и тяжёлый грузовой состав на узкой колее (1067 мм) прошёл в Сисхен-Салданья, ЮАР, 26—27.08.1989 г. В составе, растянувшемся на 7,3 км, было 660 вагонов (каждый весом 105 т), вагон-цистерна и служебный вагон, которые приводились в движение 9-ю электровозами и 7-ю тепловозами с электрической передачей. Общий вес состава (без локомотивов) достигал 69 393 т. Состав прошёл расстояние в 861 км за 22 часа 40 минут.

В СНГ
- Самый длинный и тяжёлый грузовой поезд: 20 февраля 1986 года из Экибастуза на Урал был проведён поезд с углём. Состав состоял из 439 вагонов. Масса состава составляла 43,4 тыс. т, а общая длина — 6,5 тыс. м.[113]
- Самый длинный и тяжёлый пассажирский поезд: летом 1988 года из Москвы с Курского вокзала пассажирский электровоз ЧС7-152 провёл пассажирский поезд из 32 вагонов. Длина поезда составила 846 м, вес — 1920 т.[114]

### Рекорды расстояний
- Самое длинное путешествие на одном поезде: 10 214 км по маршруту Москва — Пхеньян[115].
- Самым протяжённым по маршруту следования регулярным круглогодичным пассажирским поездом был поезд № 53/54 Харьков — Владивосток, протяжённость его маршрута составляла 9713 км[116].
- Самая длинная дистанция, пройденная за один день: 14 апреля 2015 года в ходе испытаний на экспериментальном участке путей протяжённостью 42,8 километра в префектуре Яманаси поезд серии L0[англ.] преодолел за день 4064 км[117][118].

### Прочие рекорды
- Поезд, дольше всех не менявший своего названия и маршрута: с 1862 года по маршруту Лондон — Эдинбург курсирует поезд «Летучий шотландец» (Flying Scotsman).